# トヨタ・シエンタ
シエンタ（SIENTA）は、トヨタ自動車が生産・販売するミニバン型乗用車である。日本国内の道路事情に即した5ナンバーサイズのミニバンとして開発された。同クラスのライバル車種としては、ホンダ・モビリオやホンダ・フリード、日産・キューブキュービックが存在する。初代は一度製造中止になりながら、後述する事情から生産が再開され、12年に渡って販売されるロングセラーとなった。

## 初代 XP8#G型（1期・2003年 - 2010年、2期・2011年 - 2015年）
2003年9月に登場した。3列シートを備え、7人乗車を可能としている。当初の月間販売目標は7000台だった。後席に両側スライドドアを採用し、一部グレードでは助手席側が電動式になり、運転席側はオプション設定。取扱ディーラーは発売当初はトヨタカローラ店およびネッツ店で、2006年5月のマイナーチェンジ以降はカローラ店のみであった。
ボンネット先端中央に取り付けられているエンブレムは、頭文字のSを象った曲線に、車名の由来となった「7」を表す7個の点を左右に配したものである。なお、リアに装着されている車名エンブレムは発売当初は右側に配置されていたが、2006年5月のマイナーチェンジ以降は左側へ移動されている。
発売当初の生産拠点はトヨタ自動車高岡工場だったが、2006年5月のマイナーチェンジ実施時にダイハツ工業京都工場に移管された。
代替車種とされていたパッソセッテ / ブーンルミナスの売れ行きが著しく不振だったこともあって計画が変更され、2010年8月に一度販売を終了したがわずか9か月後の2011年5月に安全装備の追加などの法規制対応が施された上で生産・販売が再開された。
2003年の販売開始時のキャッチフレーズは「瞬間・楽乗り・三列」であり、当初はカローラ店とネッツ店で販売された。2006年のマイナーチェンジ時のキャッチフレーズは「かわいいときを走るミニバン」で、CMキャラクターには安田成美が起用された。このモデルからネッツ店での販売が一時的に終了し、カローラ店専売車種となる。2010年に一旦販売が中止された後、2011年にマイナーチェンジが行われ、生産打ち切り以来9か月ぶりに製造・販売が再開された。キャッチフレーズは「大き過ぎないミニバン」で、CMキャラクターにははいだしょうこが起用され、CMソングにはタイムボカンのエンディングテーマ「それいけガイコッツ」の替え歌とドラゴンボールのオープニングテーマ「魔訶不思議アドベンチャー!」の替え歌が使用された。従来からの「X」「G」に加え、専用のフロントデザイン、リアコンビネーションランプ、ホイールキャップ（グレーメタリック塗装）を採用し、アクティブな外観とした「DICE（ダイス）」と「X」にディスチャージヘッドランプ（オートレベリング機能付）、助手席側パワースライドドア（挟み込み防止機能・リモコン付）、コインポケットを追加装備し、インテリアカラーを選択できる「X"Lパッケージ"」を新設。既存グレードもシート表皮・アナログメーターのデザイン変更や3本スポークステアリングホイールにシルバー加飾を追加したことで質感も向上した。2WD車はエンジン・トランスミッション・オルタネーターの制御改良を行い、燃費が向上し、「平成22年度燃費基準 + 20 %」を達成した（後に「平成27年度燃費基準」達成）。

### メカニズム
プラットフォームは前部がNCP30系bB用のNBCプラットフォーム、2列目・3列目シートを内包し負荷のかかる後部はE120系カローラスパシオ用のMCプラットフォームを合成して作り上げている。後部に1クラス上のカローラスパシオ用を選択する事で、負荷軽減・サスペンションなどの部品共有化・コスト削減を図った。
プラットフォームを合成したことにより、リアのトレッドがフロントより20 mmも広く、このクラスのFFベース車としては稀な足周り構成となっている。また、NBCプラットフォームを使用した他の車種で4WD車を選択した場合、リアサスペンションがトーションビームもしくはトレーリング車軸式になるのに対し、シエンタはE120系カローラシリーズと同じくダブルウィッシュボーン式となる。
燃料タンクは、当時世界最薄とされたアルミメッキ鋼板製薄型燃料タンクが採用された。トヨタではグランビアの頃からすでに扁平型燃料タンクを採用していたという。従来の設計でもタンク高は約15 cmまで下がっていたが、シエンタではさらに約12 cmまで薄型化され、2列目シート下から3列目シートの足元にかけて設置されている。これにより3列目シートを2列目シートの下に収めることができた。3列目シートはヘッドレストを付けたまま2列目シートの下に収納可能となっており、これにより荷室部分を有効に活用することができる。このシートの収納は主なユーザーが女性ということもあり、操作は特に大きな力を必要とせず片手で行えるよう考えられている。
エンジンは1NZ-FE型直列4気筒1,500 ccエンジンのみを搭載する。FF車用はVVT-i対応ローラーロッカーアーム式DOHC16バルブ、4WD車用はVVT-i対応直打式DOHC16バルブとなっており、最高出力や最大トルクがそれぞれ異なる。トランスミッションはFF車がCVT、4WD車は4速ATで、FF車用のメカニズムがより低抵抗高効率型になっている。4WD車はメカニカルロスや重量増による燃費悪化に対し、ガソリンタンク容量を3リッター増やす事でFF車と同等の航続距離を確保している。
マフラー出口は2WD車が右側で、4WD車とウェルキャブ車(車いす仕様、2WD車のみの設定)が左側となる。また、車いす仕様車は後輪にエアーサスペンションを搭載する都合上、マフラーのタイコ位置が異なっている。
4WDシステムはリアデフ直前にトルク配分と差動制限を両立させるビスカスカップリングを配置した、Vフレックスフルタイム4WDが採用されている。通常の直進走行時には前100 %・後0 %とほぼFF車に近い駆動力配分なのに対し、コーナリングやスリップ時など前後輪に回転差が生じた場合には、最大で前50 %・後50 %まで自動で変化させるシステムである。
4WD車は2003年の発売当初より、2011年以降の再生産モデルではFF車においてもパンク修理キットが標準装備となっているが、いずれもメーカーオプションにて応急用タイヤを搭載する事は可能である。その場合、4WD車はデッキアンダートレイが、FF車はデッキボックスが装備されなくなる。
メーカーオプションで寒冷地仕様を選択した場合、一般的に電装系の負荷増に対応して容量の大きいバッテリーサイズに変更されるが、シエンタは標準仕様と同じサイズ（46B24R）が搭載される。
全車にアナログ指針式の速度計と回転計を搭載したセンターメーターが採用され、上級グレードや特別仕様車の一部ではオプティトロンメーターとなる。

### 年表
- 2003年9月29日 - 初代発売[4]。
- 2004年
  - 2月 - 仕様変更。車両型式が変更となり、全車「平成17年基準排出ガス50 %低減レベル（☆☆☆）」認定を取得。
  - 4月 - 仕様変更。車両本体価格が消費税込の価格に変更。
  - 8月 - 仕様変更。2WD車のアイドリング回転数を調整。また、全車にクリーンエアフィルターを装備。
  - 12月24日 - 特別仕様車「X"Limited"」「Ｘ"Limited・NAVI Package"」が発売[5]。
- 2005年8月18日 - 一部改良[6]。
- 2006年5月16日 - マイナーチェンジ[7]。
- 2007年6月25日 - 特別仕様車「X"Limited"」を発売[8]。
- 2010年10月 - 販売を一旦終了（生産は同年8月で一旦打ち切り）。
- 2011年5月19日 - マイナーチェンジ[2]（6月13日発売）。
- 2012年4月3日 - 特別仕様車「DICE"Limited"」を発売[9]。
- 2013年9月3日 - 一部改良[10]。丸型ヘッドライトもプロジェクター式を採用。
- 2014年9月 - 4WD車の販売終了。

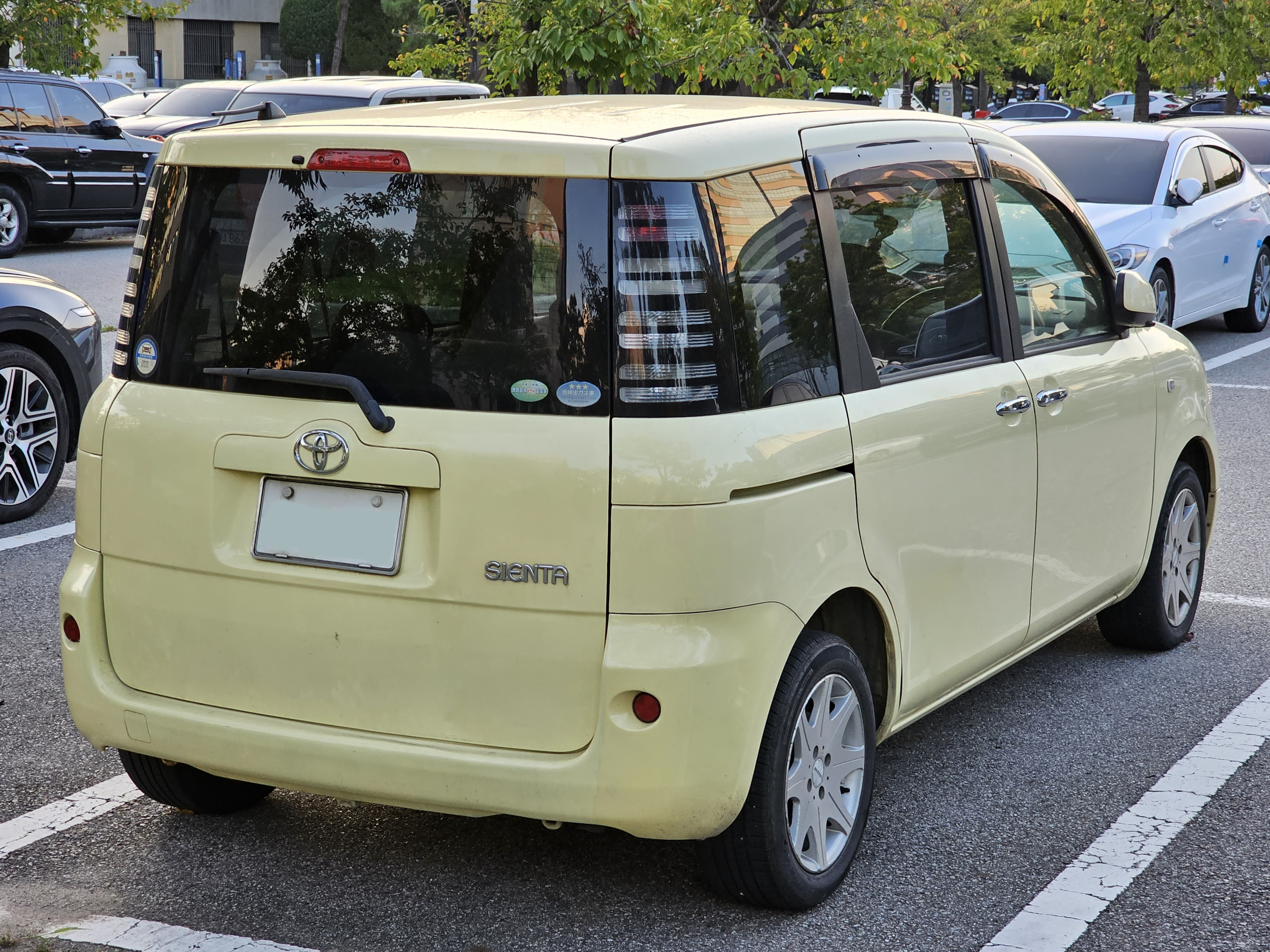
2003年 - 2006年販売モデル リア
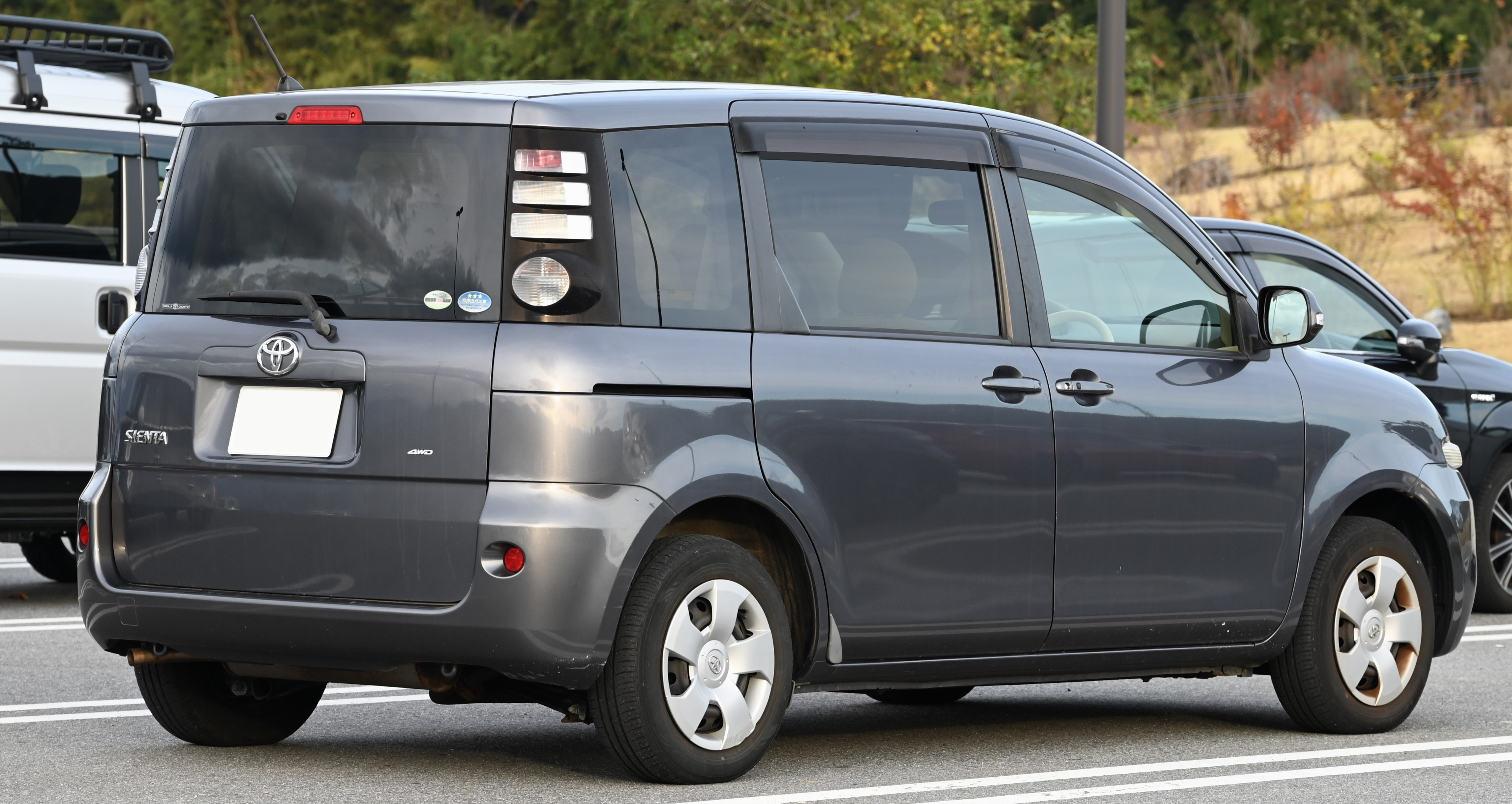
2006年 - 2010年販売モデル リア
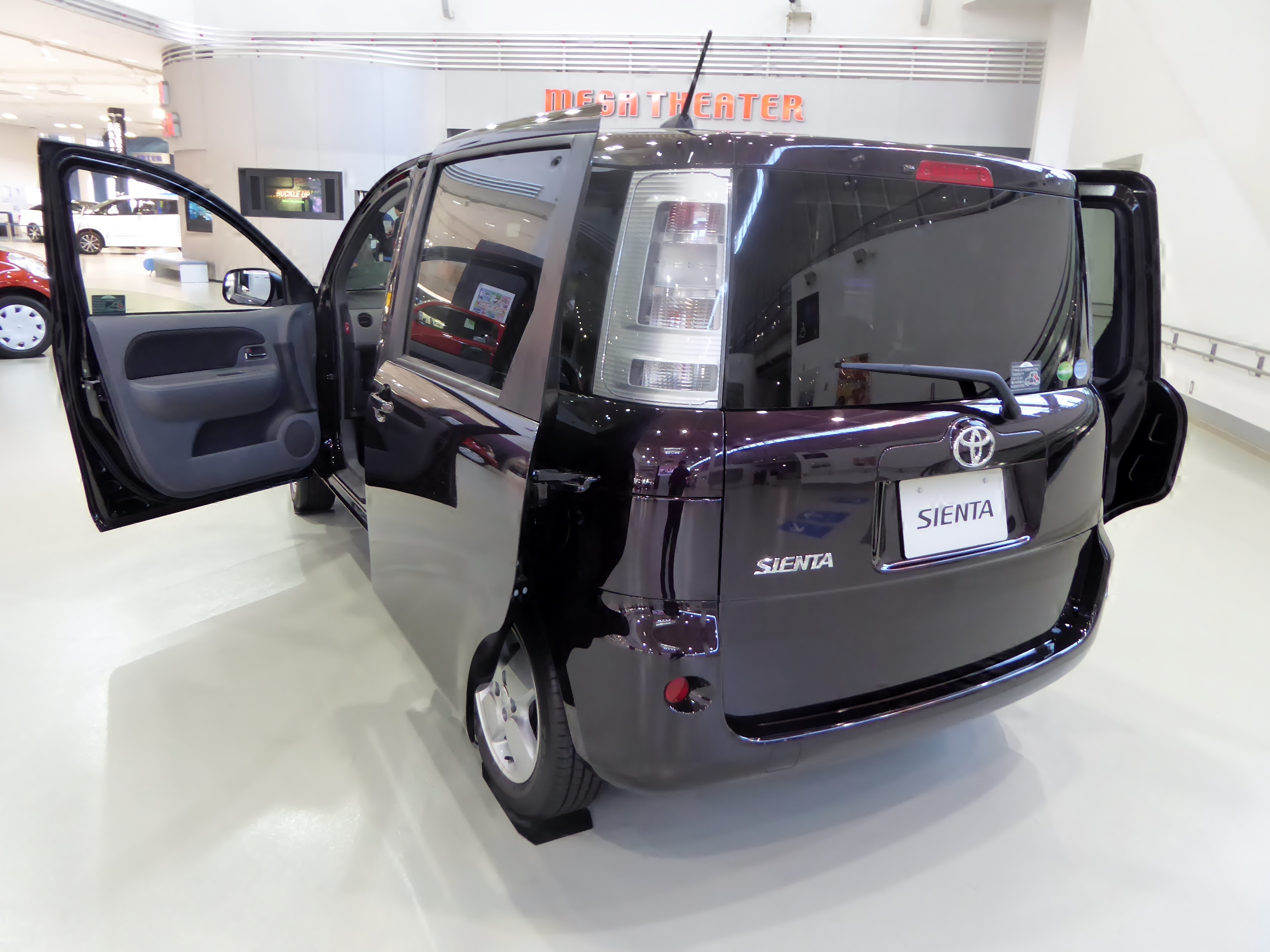
2011年 - 2015年販売モデル リア
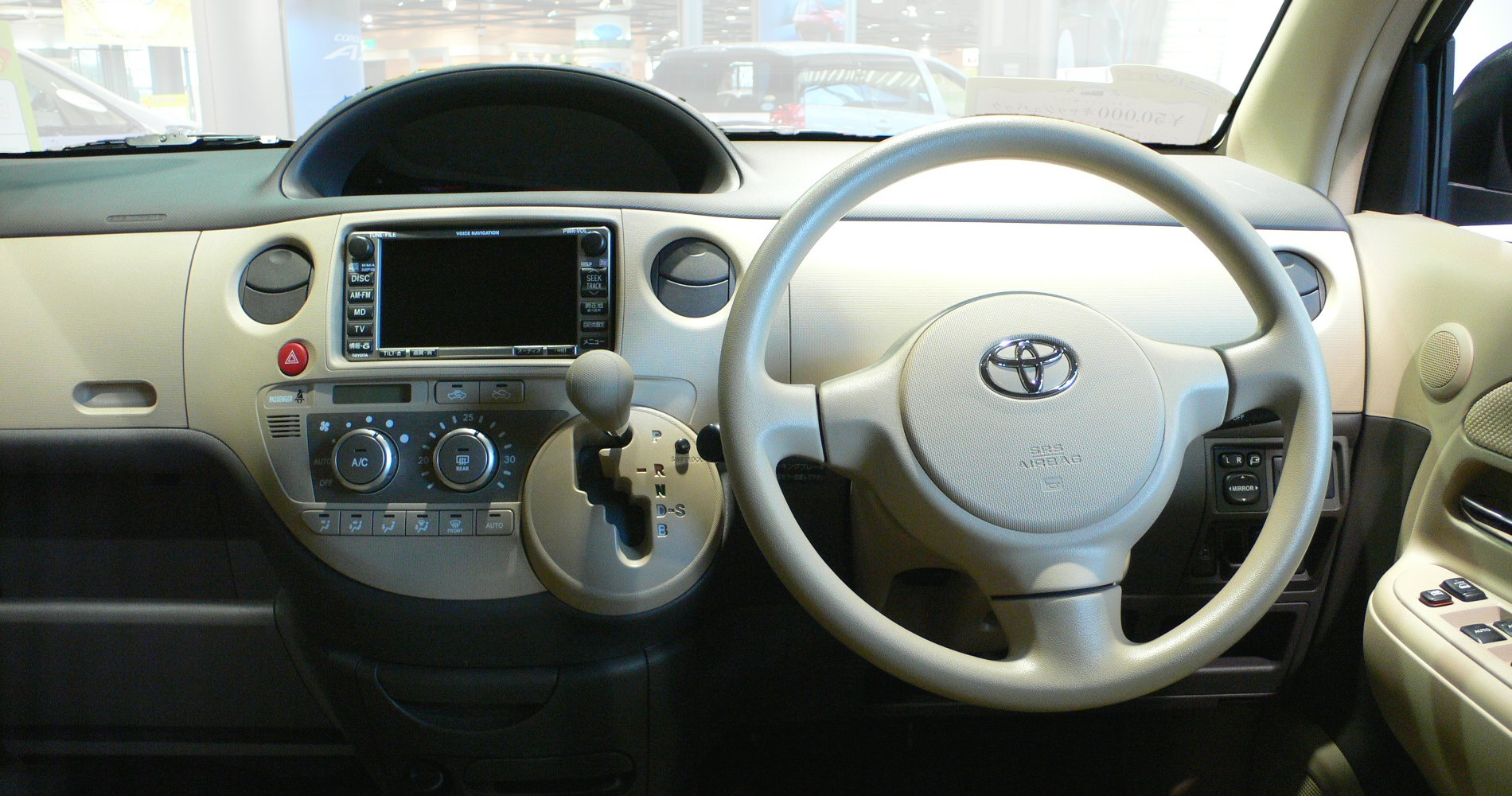
内装

## 2代目 XP17#G型（2015年 - 2022年）
約12年ぶりにフルモデルチェンジを実施した2代目は「ユニバーサルでクールなトヨタ最小ミニバン」として開発が行われた。また、本モデルでは全チャネル併売となり、ネッツ店では9年ぶりの取り扱い再開となる。
エクステリアは、「ミニバン = 四角いハコ型」というこれまでの概念を打ち破り、「Active & Fun」をキーワードに「トレッキングシューズ」をイメージした機能性と動感を表現。サイドビューは、シアターレイアウト（後席にいくほど高くなる乗員配置）に沿ったサイドシルエットやベルトラインによりキャビン全体を前傾に見せる手法を採った。また、フロントはヘッドランプからフォグランプ・グリルへと一筆書きのようにつながるバンパーガーニッシュを採用し特徴的な表情を創出。リヤにもコンビネーションランプとバンパープロテクターを融合させたバンパーガーニッシュを採用した。また、初代モデルではリアに装着されていた車名エンブレムが無くなり、CIの真下にある電気式バックドアハンドルに「SIENTA」ロゴが刻印された。
ボディサイズは、先代モデルに対して全長は135 mm、ホイールベースは50 mm延長され、全高は2WD車が5 mm、4WD車が15 mm高くなった。一方、全幅は1,695 mmと変わらず5ナンバー枠内のサイズを維持した。
インテリアは、インストルメントパネルはアッパー部とロア部で構成され、ロア部にはスイッチなどの操作系を腕の動きに沿って配置。オレンジのアクセントカラーやサテンメッキ・ピアノブラックの加飾を施し、助手席アッパーボックスにもオレンジ加飾を施した。
ハイブリッドバッテリーをセカンドシート足元の下、薄型燃料タンクをセカンドシート下に搭載することで低床フラットフロアを実現。スライドドアの乗り込み高さを330 mm（2WD車）と先代モデル比で55 mm低くし、ドア実開口幅も50 mm拡大した665 mmとして乗降性を高めた。また、座席のヒップポイントを後席に行くほど高くしたレイアウトとした。セカンドシートはニークリアランスを25 mm拡大して足元のゆとりを確保。サードシートはシート幅を70 mm拡大した幅広のベンチ風シートを採用。セカンドシートにはワンタッチで折りたためるタンブル機構を、またサードシートは、セカンドシート下に格納できるダイブイン格納機構を備え、多様なシートアレンジや大容量ラゲージスペースを創出できる。
パワートレインにはモデル初となるハイブリッド車を新設定した。同社のコンパクトハイブリッドカー「アクア」に搭載されていた1.5 Lハイブリッドシステム（リダクション機構付THS-II）をベースに、直列4気筒DOHCの1.5 Lエンジン「1NZ-FXE」型とモーターには新形式の「2LM」型を採用した。システム最高出力は73 kW（100 PS）を発生する。トランスミッションは電気式無段変速機を組み合わせ、駆動方式は2WD（前輪駆動）のみの設定。2015年7月の発売時点ではミニバントップレベルのJC08モード燃費27.2 km/Lを実現。2018年9月のマイナーチェンジでは、細部の改良によりさらに燃費が改善された。
ノンハイブリッド仕様車は（2WD車のみ）新規開発のガソリンエンジンである「2NR-FKE」型を採用した。こちらは同年3月から既存の2代目カローラアクシオ / 3代目カローラフィールダーより先行搭載されていたもので、アトキンソンサイクル、クールドEGR、VVT-iEなどを採用し、アイドリングストップ機能「Stop & Start System」を標準装備したことでJC08モード燃費は、先代モデルの19.0 km/Lから、20.6 km/L（X"Vパッケージ" 。X、Gは20.2 km/L）に向上した。なお、最高出力/最大トルクは、先代モデルが搭載していた「1NZ-FE」型に対し1 kW（1 PS）/ 5 N･m（0.5 kgf･m）低下し、80 kW（109 PS）/ 136 N･m（13.9 kgf･m）を発生する。一方、4WD車は、先代モデルに引き続き「1NZ-FE」型を継続搭載。先代モデルとの比較で、最高出力は1 kW（2 PS）、最大トルクは6 N･m（0.6 kgf･m）低下し76 kW（103 PS）/ 132 N･m（13.5 kgf･m）を発生。4WD車は「Stop & Start System」は未設定なものの、JC08モード燃費は先代モデル比1.4 km/L向上し15.4 km/Lとなった。
サスペンション形式は前後共に先代モデルと同じ形式を採用した。フロントはマクファーソンストラット式、リヤは2WD車がトーションビーム式、4WD車にダブルウィッシュボーン式を採用。また、リヤブレーキはリーディングトレーリング式ドラムからディスク式に変更となった。また、ホイールナットが先代の4本から5本（PCD100 mm）へと変更されている。
安全性能では、衝突回避支援パッケージ「Toyota Safety Sense C」を全車にメーカーオプション設定。プリクラッシュセーフティ（レーサーレーダー + 単眼カメラ方式）、レーンディパーチャーアラート、オートマチックハイビームの3つ機能で構成される。なお、2018年9月のマイナーチェンジでは、プリクラッシュセーフティに昼間での歩行者検知機能を加えたほか、インテリジェントクリアランスソナーを設定する等の改良が実施されている。
ガソリン車には、先代同様ウェルキャブ（福祉改造車両）を設定。2代目では、車いすのままスロープを乗降できる「車いす仕様車（タイプI）"助手席側セカンドシート付"」が「型式指定自動車」として設定。持ち込み登録の手間が省かれ、納車までの期間が短縮されるメリットがある。リクライニング機構付車いすなど、多様な車いすの乗車に対応したほか、後輪にエアサスペンションを採用した車高降下機構により9.5度の緩やかなスロープ角度を実現した。助手席側のセカンドシートを倒して車いすごと乗り込み、その隣に介助ができるほか、手動スロープ前倒れ機能の採用により、普段はラゲッジスペースを確保した2列 / 5人乗りの“普通のクルマ”として利用できる。
ハイブリッド車をタクシーとして採用している事業者もある。又、九州地方の放送局を中心にラジオカーとしての採用例もある。
また、先代に設定されていた「DICE」はモデルチェンジを機に廃止となった。
販売開始時のキャッチフレーズは「HOW DO YOU USE TODAY? 今日を、どう使う？」で、CMキャラクターにはハメス・ロドリゲスと滝川クリステルが起用された。グレード構成はハイブリッド車・ガソリン車・「車いす仕様車（タイプI）"助手席側セカンドシート付"」いずれも「X」と「G」を設定。また、ガソリン車のみ最廉価版として「X“Vパッケージ”」を設定する。ボディ色は、全8色が設定された。先代モデルからの継続設定色はブラックマイカのみ。その他はのボディカラーは全て新規設定色で、新規開発色のエアーイエローをはじめ、ホワイトパールクリスタルシャイン（メーカーオプション）、シルバーメタリック、レッドマイカメタリック、ヴィンテージブラウンパールクリスタルシャイン（メーカーオプション）、グリーンマイカメタリック、ブルーメタリックを設定。また、フロントグリル・前後バンパー・ドアミラーなどにアクセントカラーを配した「FLEX TONE」を設定（「X"Vパッケージ"」以外のグレードにメーカーオプション）。アクセントカラーは、シルバーメタリック・ブラックマイカ・エアーイエローを選択時はブルーメタリック、ホワイトパールクリスタルシャイン・グリーンマイカメタリックを選択した場合はブラウンパールとなる。「車いす仕様車（タイプI）"助手席側セカンドシート付"」には、ホワイトパールクリスタルシャイン（メーカーオプション）、シルバーメタリック、ブラックマイカ、ヴィンテージブラウンパールクリスタルシャイン（メーカーオプション）、ブルーメタリックに加え、専用色としてスーパーホワイトIIを加えた全6色を設定。「FLEX TONE」は未設定となる。内装色は「X」はフロマージュ × フロマージュ、「G」はフロマージュ × ダークブラウンが標準設定された。また、全車にブラック×ブルーブラックを設定する。シート表皮は「G」が上級ファブリック、「X“Vパッケージ”」・「X」はファブリックが採用された。
2015年9月に追加された助手席回転チルトシート車は、座面チルト機構により乗降性を向上するとともに、乗降に必要なスペースを縮小し、一般の駐車場での乗り降りを容易としただけでなく、ベース車と同等の乗り心地を追求するなど、さまざまなユーザーが利用しやすいよう「普通のクルマ化」をキーワードとして開発されている。ガソリン車・ハイブリッド車双方に設定され、ベーシックなAタイプと、手動車いす用収納装置（電動式）を標準装備としたBタイプの2種を設定。同時に、「車いす仕様車」にはタイプIIIを追加設定。従来の車いす仕様車タイプⅠの仕様に新開発の助手席回転チルトシートを標準装備している。
2017年に特別仕様車「G "Cuero（クエロ）"」が発売された。「G」（ガソリン車・ハイブリッド車）をベースに、合成皮革と上級ファブリックを組み合わせた専用シート表皮を採用するとともに、シート・シフトノブ・ステアリングホイールの随所にオレンジステッチを施した。また、ベース車ではメーカーオプション設定となる衝突回避支援パッケージ「Toyota Safety Sence C」、LEDランプパッケージ（Bi-Beam LEDヘッドランプ〈ハイ・ロービーム、オートレベリング機構、LEDクリアランスランプ付〉、フロントフォグランプ〈ハロゲン〉、専用リアコンビネーションランプ、コンライト〈ライト自動点灯 + 消灯システム〉）、先行車発進告知機能などを特別装備ている。ボディ色はホワイトパールクリスタルシャイン（メーカーオプション）、シルバーメタリック、ブラックマイカ、ヴィンテージブラウンパールクリスタルシャイン（メーカーオプション）に加え、特別設定色としてクールボルドーガラスフレーク（メーカーオプション）の全5色を設定する。
2018年のマイナーチェンジ時のキャッチフレーズは「ふだんをアゲる」で、CMキャラクターには、渡辺直美が起用された。2列シート車「FUNBASE X」「FUNBASE G」が新設定された（ハイブリッド車、ガソリン2WD車）。2列目シートを倒すことで、フラットかつ、最大荷室長2,065 mmのラゲージスペースが特徴となる。また、2017年8月発売の特別仕様車「G Cuero」を、3列シート車の最上級グレードとしてカタログモデルとした一方、最廉価仕様の「X"Vパッケージ"」は廃止となった。エクステリアは、フロントバンパー、フロントグリル、ヘッドランプ、リヤランプ、ホイールキャップのデザインを変更。フロントバンパーのデザイン変更に伴い全長は35 mm延長され4,260 mmとなった。ボディ色は、レッドマイカメタリック、グリーンマイカメタリックに替わりセンシュアルレッドマイカ（メーカーオプション）、ラディアントグリーンメタリック（3列シート車専用色）を設定。また、2列シート車専用色としてベージュを追加し、全10色とした。また、ツートーンカラーをメーカーオプションで新設定。全グレードに設定されるヴィンテージブラウンパールクリスタルシャイン × ホワイトパールクリスタルシャイン、ブラックマイカ × センシュアルレッドマイカ、ブラックマイカ × エアーイエロー、ブラックマイカ × ヴィンテージブラウンパールクリスタルシャインに加え、2列シート車専用のブラックマイカ × ベージュ、3列シート車専用のブラックマイカ × ラディアントグリーンメタリックの6パターンが用意される。安全装備では「Toyota Safety Sense」の構成機能の一つである「プリクラッシュセーフティ（レーザーレーダー + 単眼カメラ方式）」に昼間での歩行者検知機能を追加。「X」と新設定の「FUNBASE X」は引き続きメーカーオプションだが、その他のグレードは標準装備となった。また、アクセルとブレーキを踏み間違えた時などに自動でブレーキをかける「インテリジェントクリアランスソナー［パーキングサポートブレーキ（静止物）］」を新設定（G "Cuero"に標準装備。車いす仕様車以外にメーカーオプション）。さらに、車両を上から見たような映像をナビゲーション画面に表示する「パノラミックビューモニター」を新設定し、全車にメーカーオプションとした。その他の装備として、「パワースライドドア予約ロック機能」を新設定（キーロック操作は全車に標準装備、スマートロック操作は「X」と「FUNBASE X」はメーカーオプション、その他のグレードは標準装備）。また、後席への荷物の置き忘れを通知する「リヤシートリマインダー」を日本初採用。後席ドアの開閉でシステムが作動し、走行後、車両を停車しイグニッションをオフにすると、マルチインフォメーションディスプレイに荷物置き忘れ防止の通知メッセージが表示される機能である。ハイブリッド車は、JC08モード走行燃費が1.6 km/L向上し、28.8 km/Lとなったほか、「平成30年排出ガス基準75 %低減レベル（☆☆☆☆☆）」認定を取得した。ウェルキャブは、インテリジェントクリアランスソナーの未設定やボディカラーの設定が異なる点を除いてベース車に準じた改良を実施。また、車いす仕様車はスロープ前倒れ機能の設定を拡大し、全車標準装備となった。
2019年に発売された特別仕様車「GLAMPER（グランパー）」は、「G」「HYBRID G」「FUNBASE G」「HYBRID FUNBASE G」をベースに、外観はフロントグリルに漆黒メッキ、ドアミラーカバー・グリップ式カラードアウトサイドドアハンドル・ホイールキャップにブラック加飾がそれぞれ採用され、内装はブラックインテリアをベースに、シート表皮にはコハクを配色した専用ファブリックが採用された。また、販売店装着オプションとして、トヨタカスタマイジング&ディベロップメント製の専用パーツ「GLAMPER meets TRD」が用意されており、サイドデカール、ドアハンドルプロテクター、15インチアルミホイールキットならびにこれらの装備をセット化した「アクティブキット」が設定された。
2020年に発売された特別仕様車「G"Safety Edition"」「FUNBASE G"Safety Edition"」は、「G」と「FUNBASE G」をベースに、通常はメーカーオプション設定のインテリジェントクリアランスソナー［パーキングサポートブレーキ（静止物）］とパノラミックビュー対応ナビパッケージ（パノラミックビューモニター、ステアリングスイッチ（オーディオ操作）、ドアミラーヒーター、6スピーカー）が特別装備されたほか、スーパーUVカット&シートヒーターパッケージも採用。内装はインストルメントパネルのアクセントカラーをオレンジからブラックに変更された。ボディカラーはホワイトパールクリスタルシャイン（メーカーオプション）、シルバーメタリック、ブラックマイカ、センシュアルレッドマイカ（メーカーオプション）の4色が設定された。
2020年の一部改良では、「G」と「FUNBASE G」のヘッドランプをBi-Beam LED［ハイ・ロービーム］（マニュアルレベリング機能 + バルブ式クリアランスランプ）に変更し「X」と「FUNBASE X」を除く全車に装備されているスマートエントリー&プッシュスタートシステムにスライドドアに近づくだけで自動的にオープンするウェルカムパワースライドドア機能を追加。ハイブリッド車にはアクセサリーコンセント（AC100 V・1500 W）のメーカーオプション設定が追加された。ボディ色の設定が変更され、モノトーンはアバンギャルドブロンズメタリックを追加、ブルーメタリックをダークブルーマイカメタリックに変更するとともに、2列シート車専用色だったベージュが3列シート車に、3列シート車専用色だったラディアントグリーンメタリックが2列シート車にそれぞれ設定を拡大したことで全11色（車いす仕様車（タイプI）助手席セカンドシート付は全7色）に拡大。ツートーン（メーカーオプション）はブラックマイカ × ヴィンテージブラウンパールクリスタルシャインに替わってブラックマイカ × ダークブルーマイカメタリックが設定され、モノトーン同様に2列シート車専用色だったブラックマイカ × ベージュが3列シート車に、3列シート車専用色だったブラックマイカ × ラディアントグリーンメタリックが2列シート車にそれぞれ設定が拡大された。併せて、2列シート車に「FUNBASE G Cuero」が追加された。「FUNBASE G」に3列シート車の「G Cuero」同様にLEDランプパッケージ、インテリジェントクリアランスソナー［パーキングサポートブレーキ（静止物）］、合成皮革 × スエード調（ダブルステッチ付）表皮のシートが標準装備される。
2021年の一部改良では、コンライトが全車標準装備に拡大設定された。また、ハイブリッド車とガソリン・2WD車は2030年度燃費基準優良車となり、ハイブリッド車は「2030年度燃費基準90 %達成車」、ガソリン・2WD車は「同65 %達成車」となった。特別仕様車「G"Safety Edition II"」「FUNBASE G"Safety Edition II"」は、2020年1月に発売された「Safety Edition」のバージョンアップ仕様となり、内装のブラックインテリア（インストルメントパネル&アッパーボックス）に加え、外観のドアミラーカバーとホイールキャップをブラック加飾に変更され「Safety Edition」に装備されていたパノラミックビュー対応ナビパッケージはナビレディパッケージ（バックカメラ・ステアリングスイッチ[オーディオ操作]・6スピーカー）に変更して特別装備された。ボディ色は「Safety Edition」から継続設定となるホワイトパールクリスタルシャイン（メーカーオプション）、ブラックマイカ、センシュアルレッドマイカ（メーカーオプション）に、既存色のベージュと特別設定色のグレイッシュブルーを加えた5色が設定された。

### 年表 (2代目 XP17#G型)
- 2015年
  - 7月9日 - フルモデルチェンジ[11]。
  - 9月24日 - 助手席回転チルトシート車を追加[14]（12月下旬発売）。
- 2017年8月1日 - 特別仕様車「G "Cuero（クエロ）"」を発売[15]。
- 2018年
  - 4月 - 衝突回避支援パッケージの名称を「Toyota Safety Sense C」から、「Toyota Safety Sense」に変更[16]（公式発表なし）。
  - 9月11日 - マイナーチェンジ[17]。
- 2019年10月4日 - 特別仕様車「GLAMPER（グランパー）」が発売された[18]。
- 2020年
  - 1月7日 - 特別仕様車「G"Safety Edition"」「FUNBASE G"Safety Edition"」が発売された[19]。
  - 6月2日 - 一部改良[20]。
- 2021年6月2日 - 一部改良ならびに特別仕様車「G"Safety Edition II"」「FUNBASE G"Safety Edition II"」が発売された[21]。

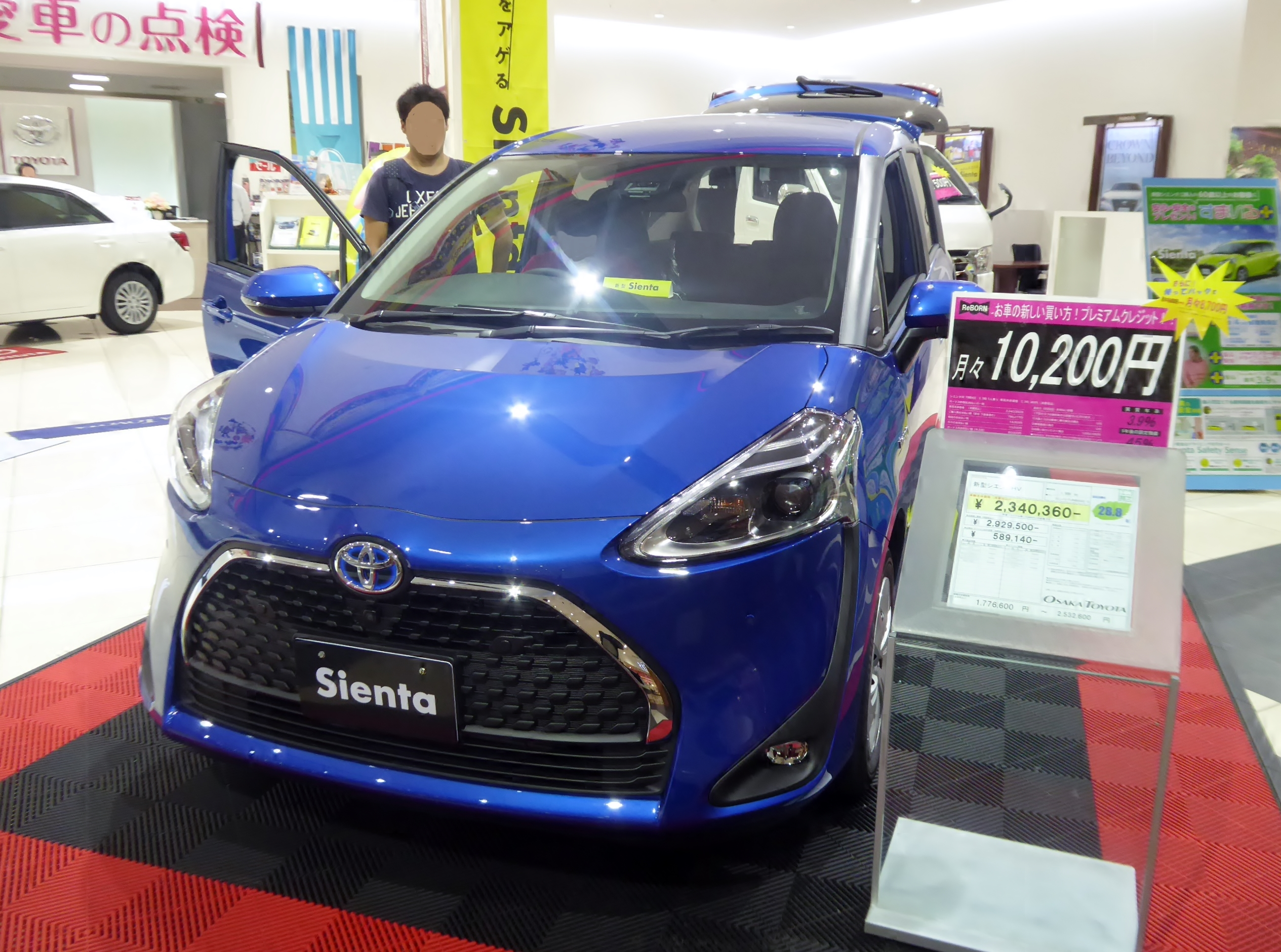
2018年9月改良型 HYBRID FUNBASE G
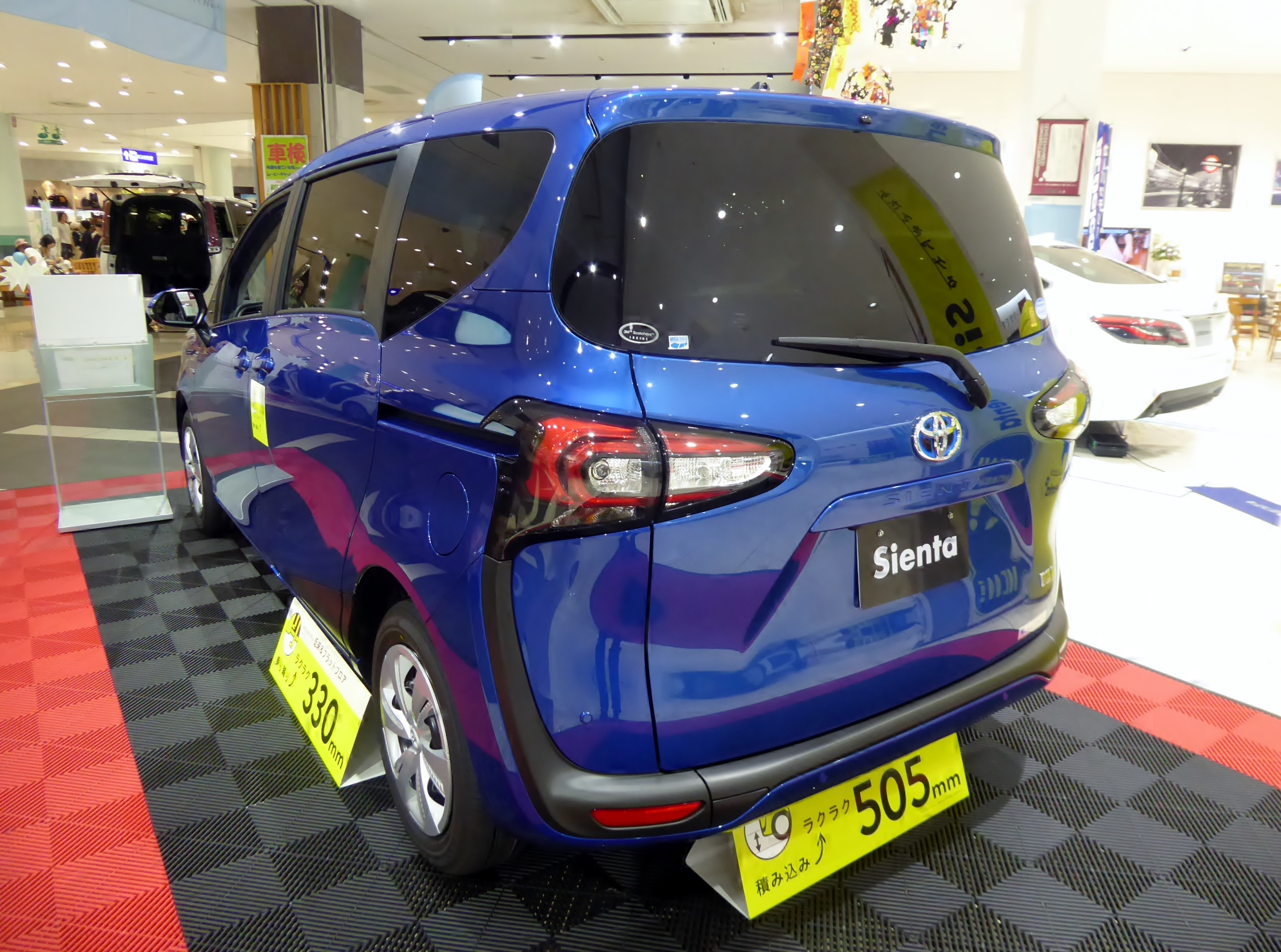
2018年9月改良型 HYBRID FUNBASE G リア
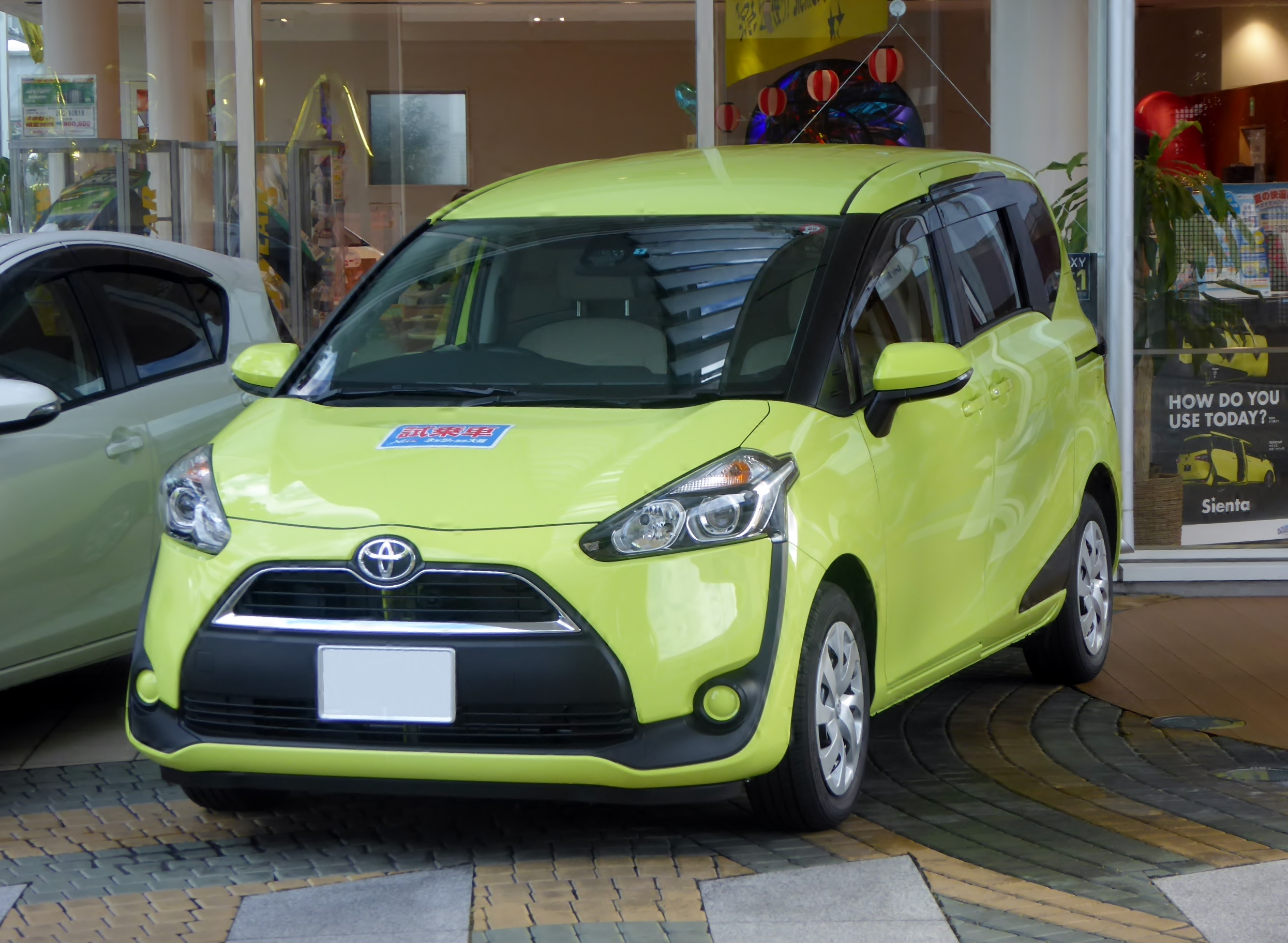
2015年7月発売型 X
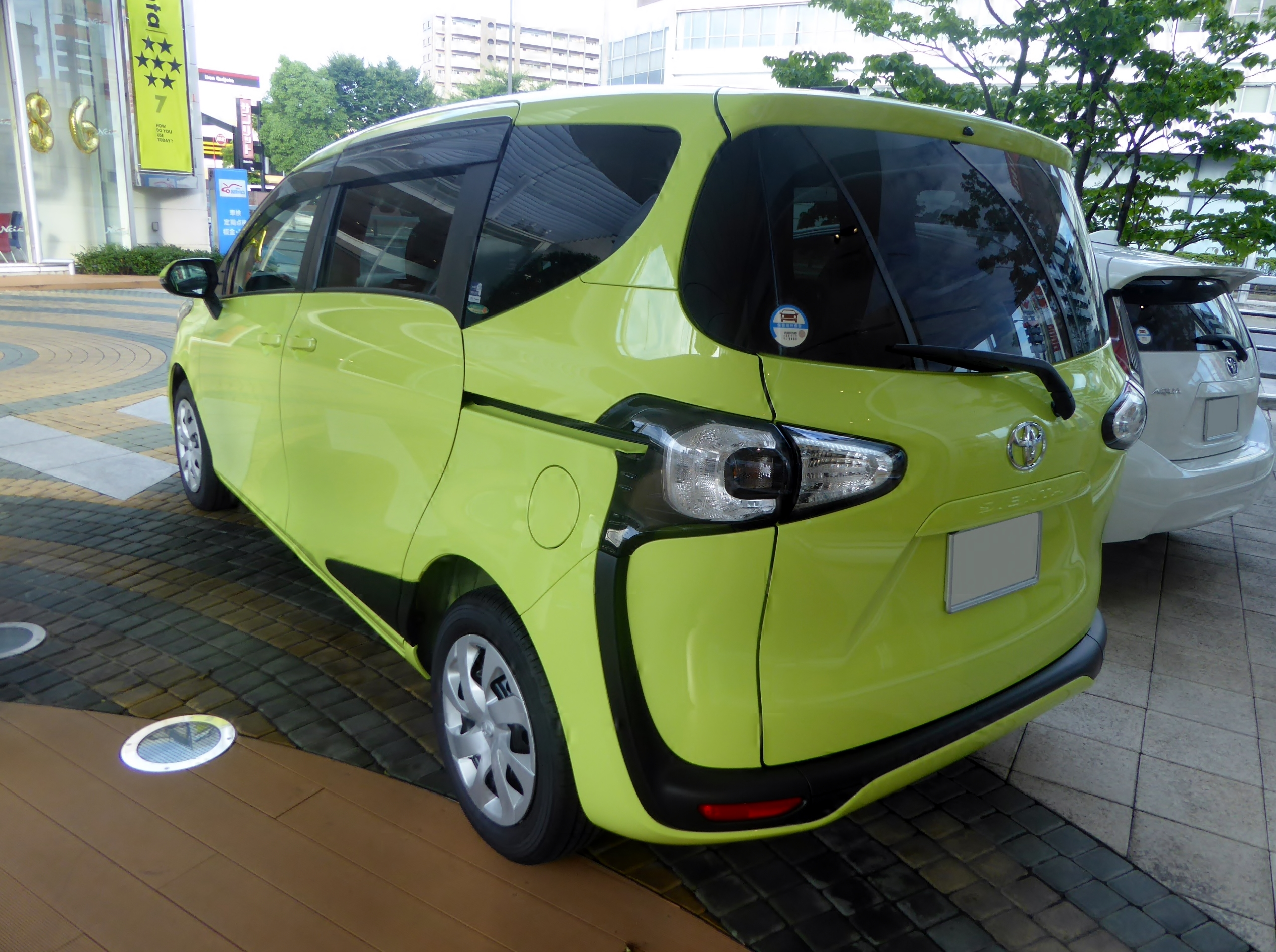
2015年7月発売型 X リア
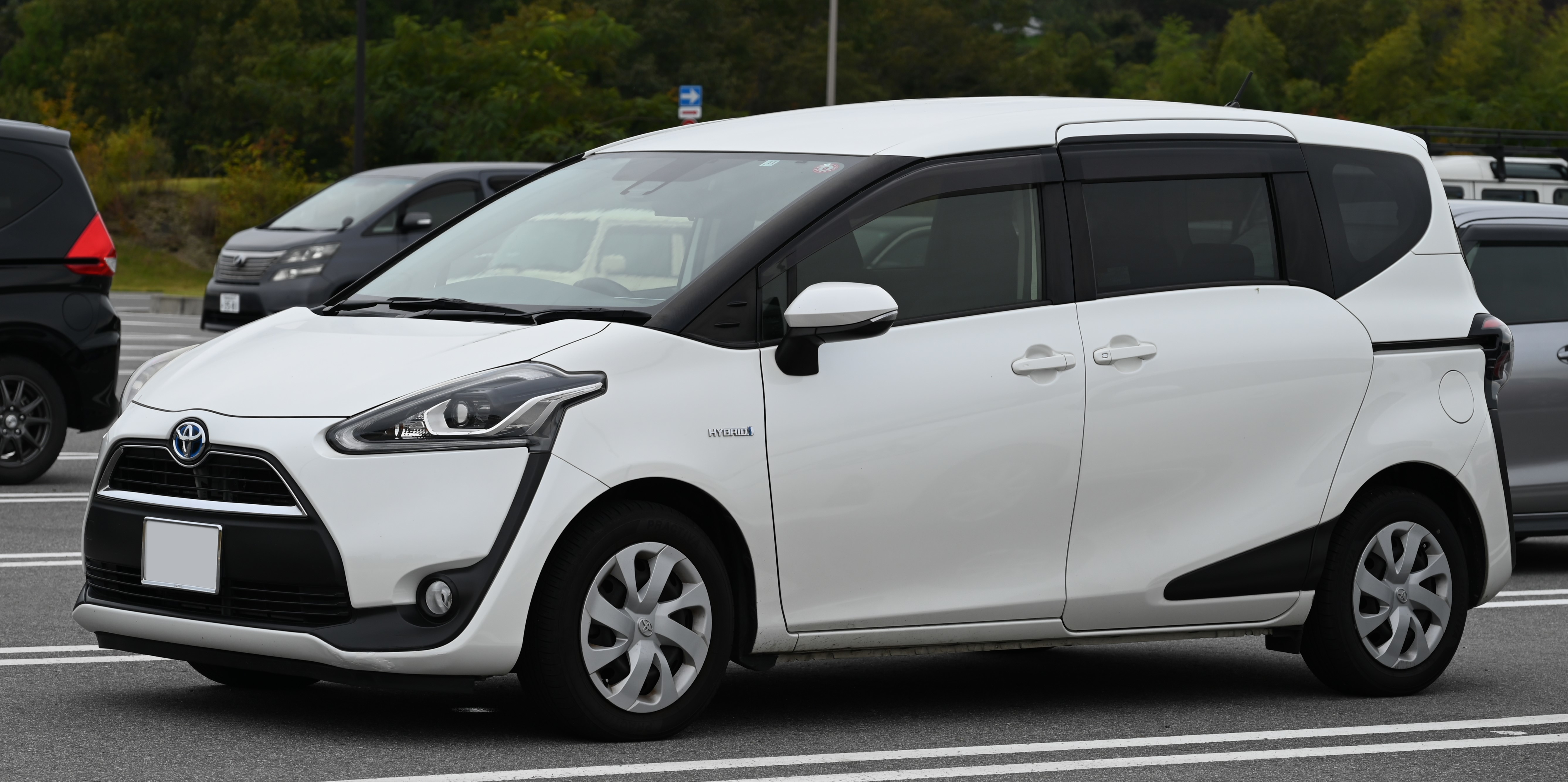
2015年7月発売型 HYBRID G
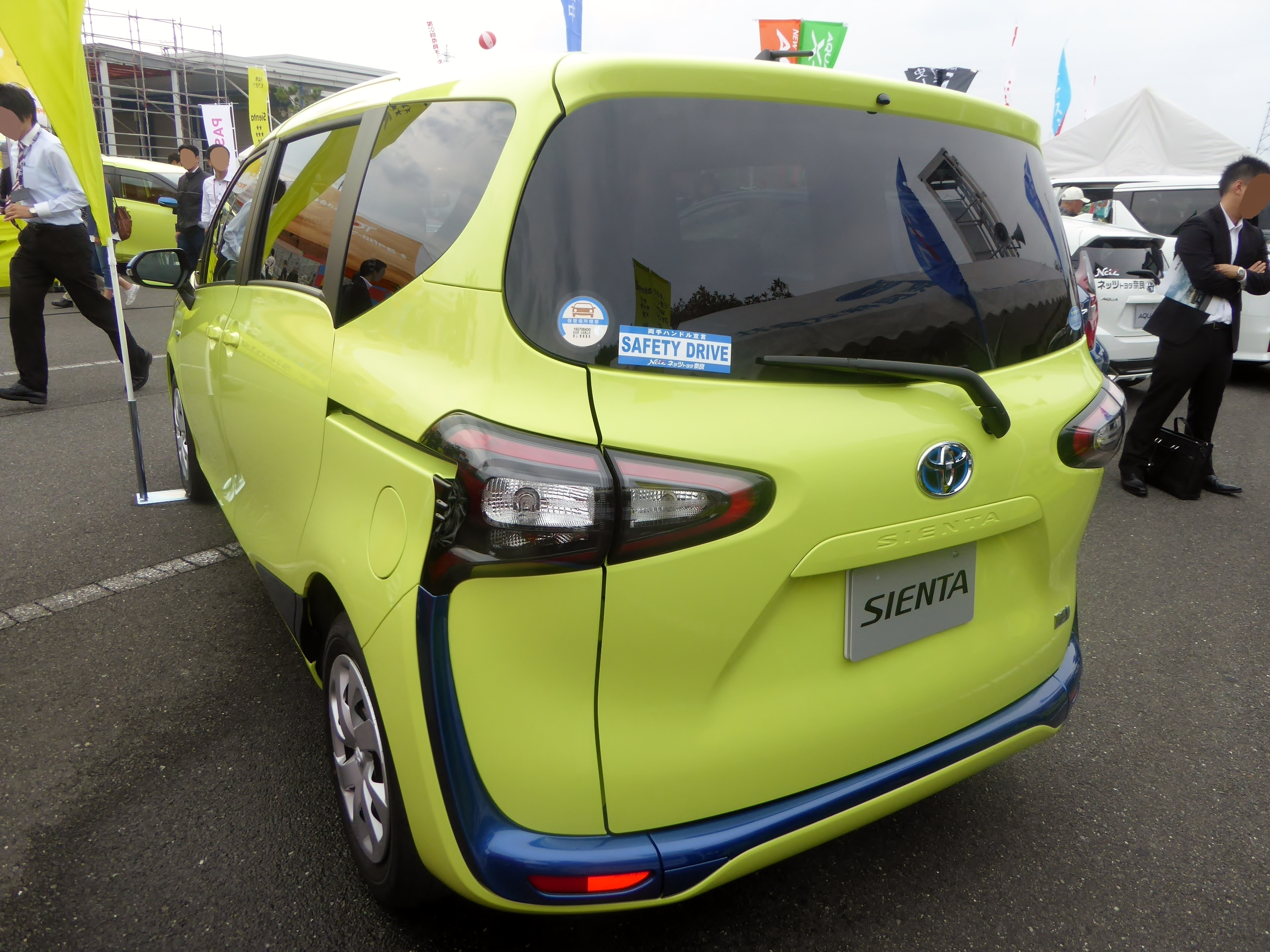
2015年7月発売型 HYBRID G リア
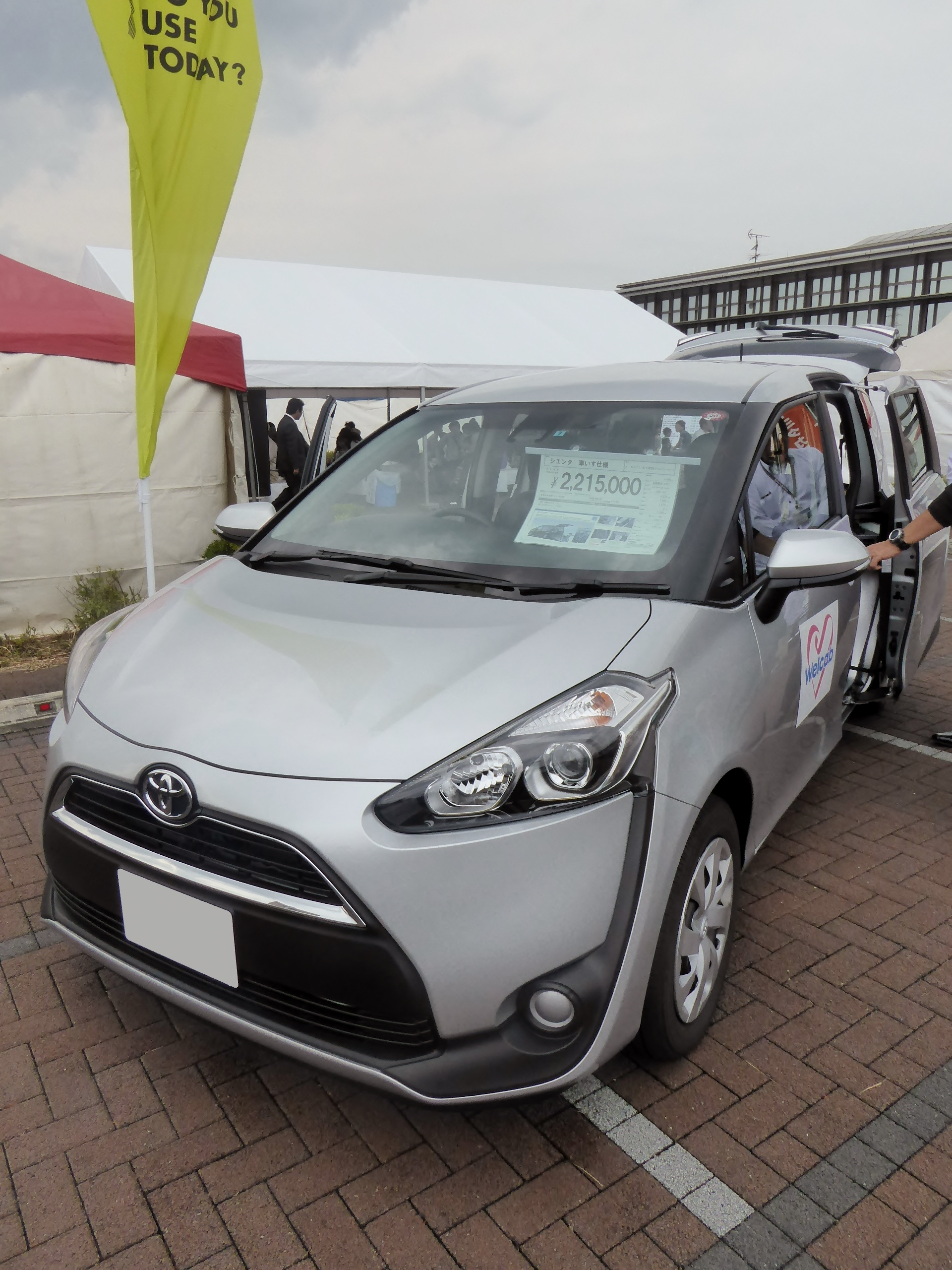
2015年7月発売型 車いす仕様車
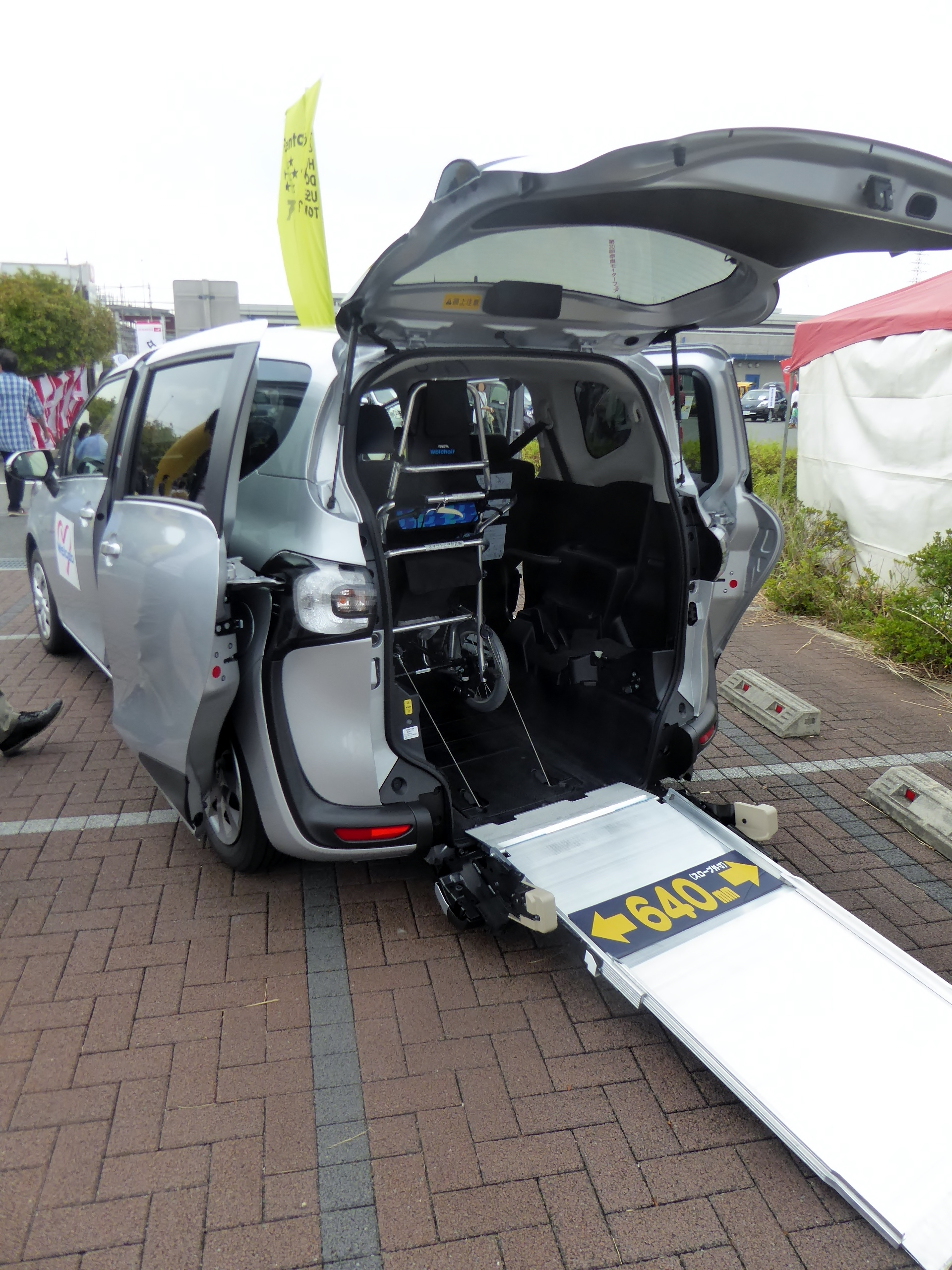
2015年7月発売型 車いす仕様車 リア
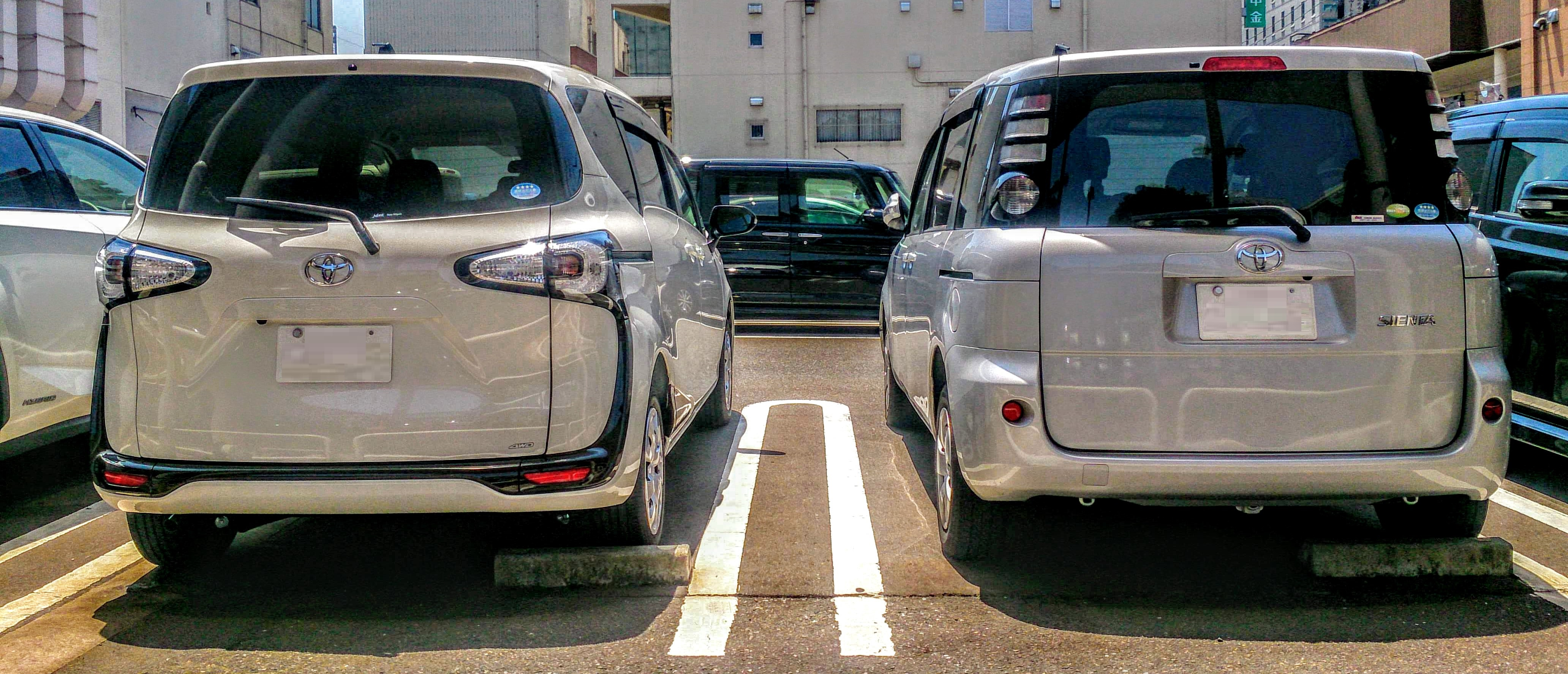
初代と2015年7月発売型のリア（右が初代、左が2015年7月発売型）
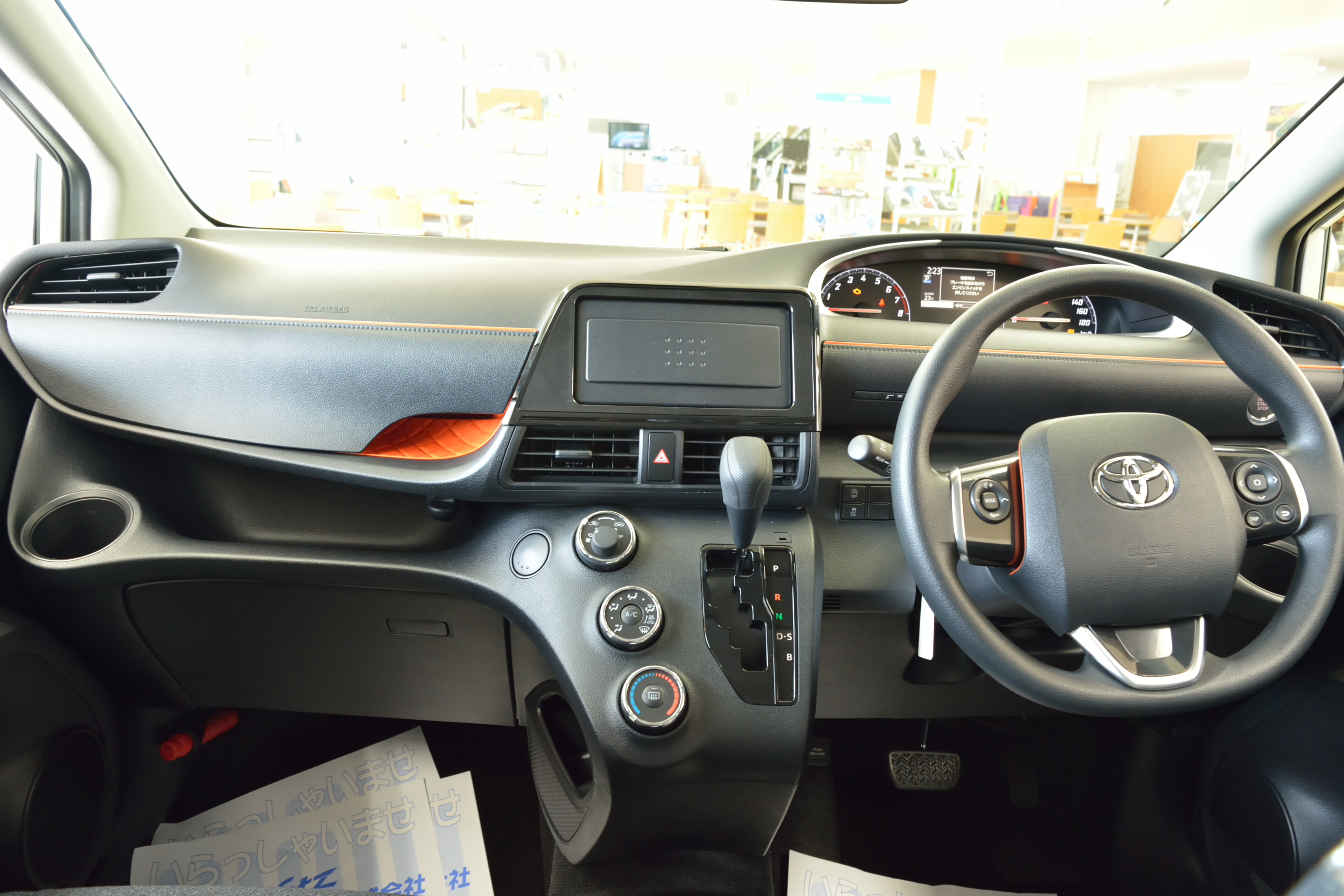
2015年7月発売型 X インテリア

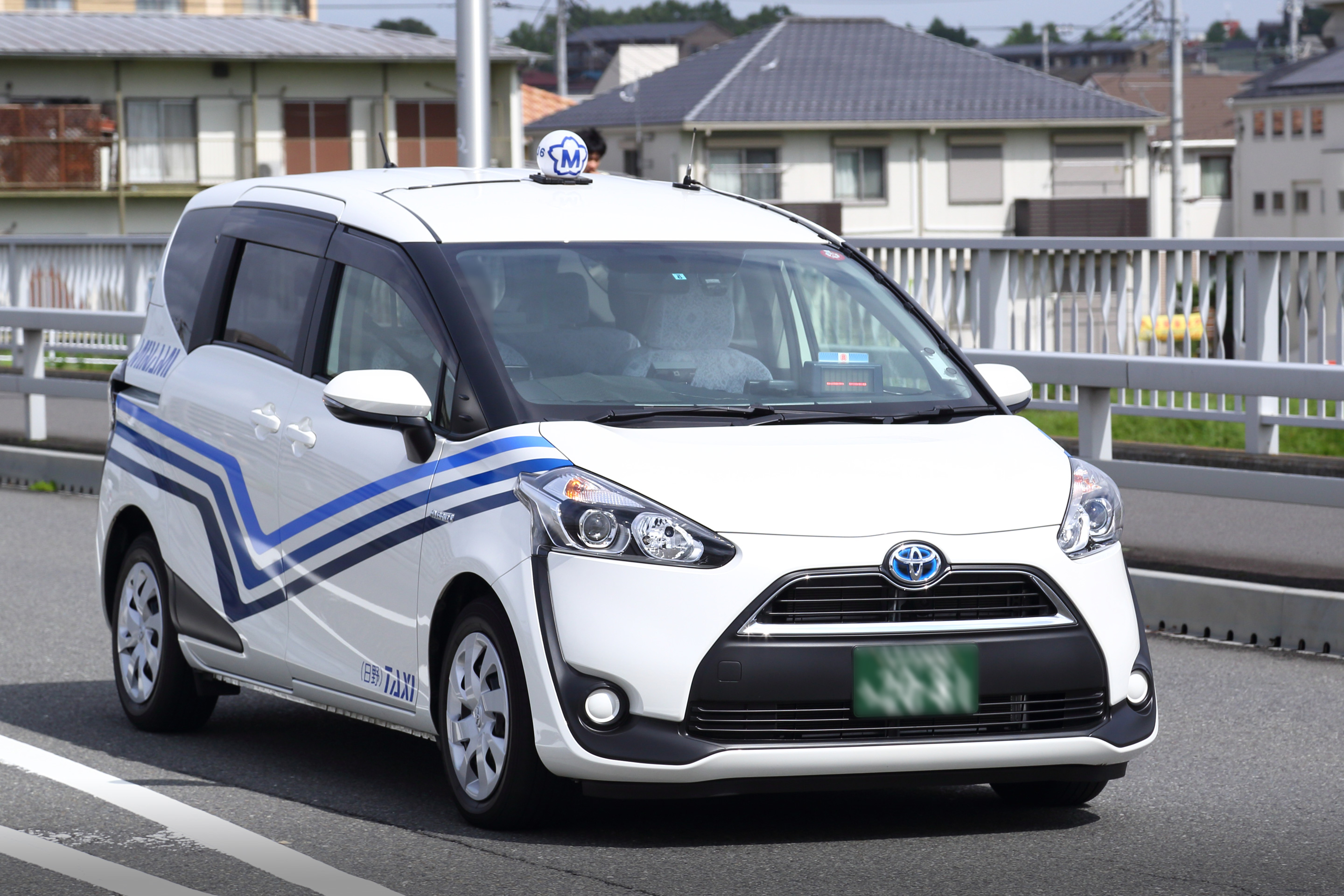
南観光交通のタクシー （2015年7月発売型 ハイブリッドカー仕様）
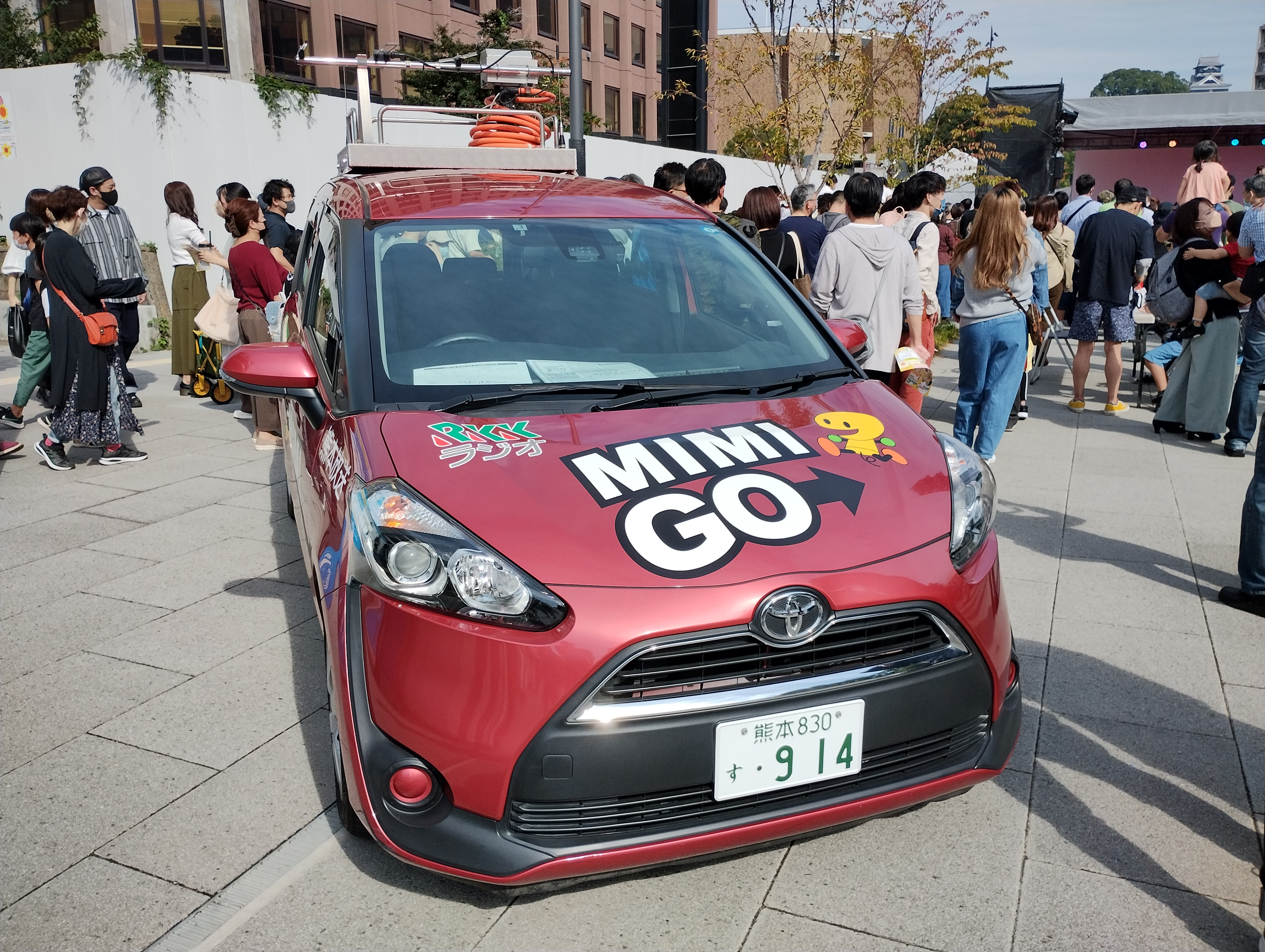
熊本放送のラジオカー「ミミー2号」 （2015年7月発売型 X“Vパッケージ”ベース）
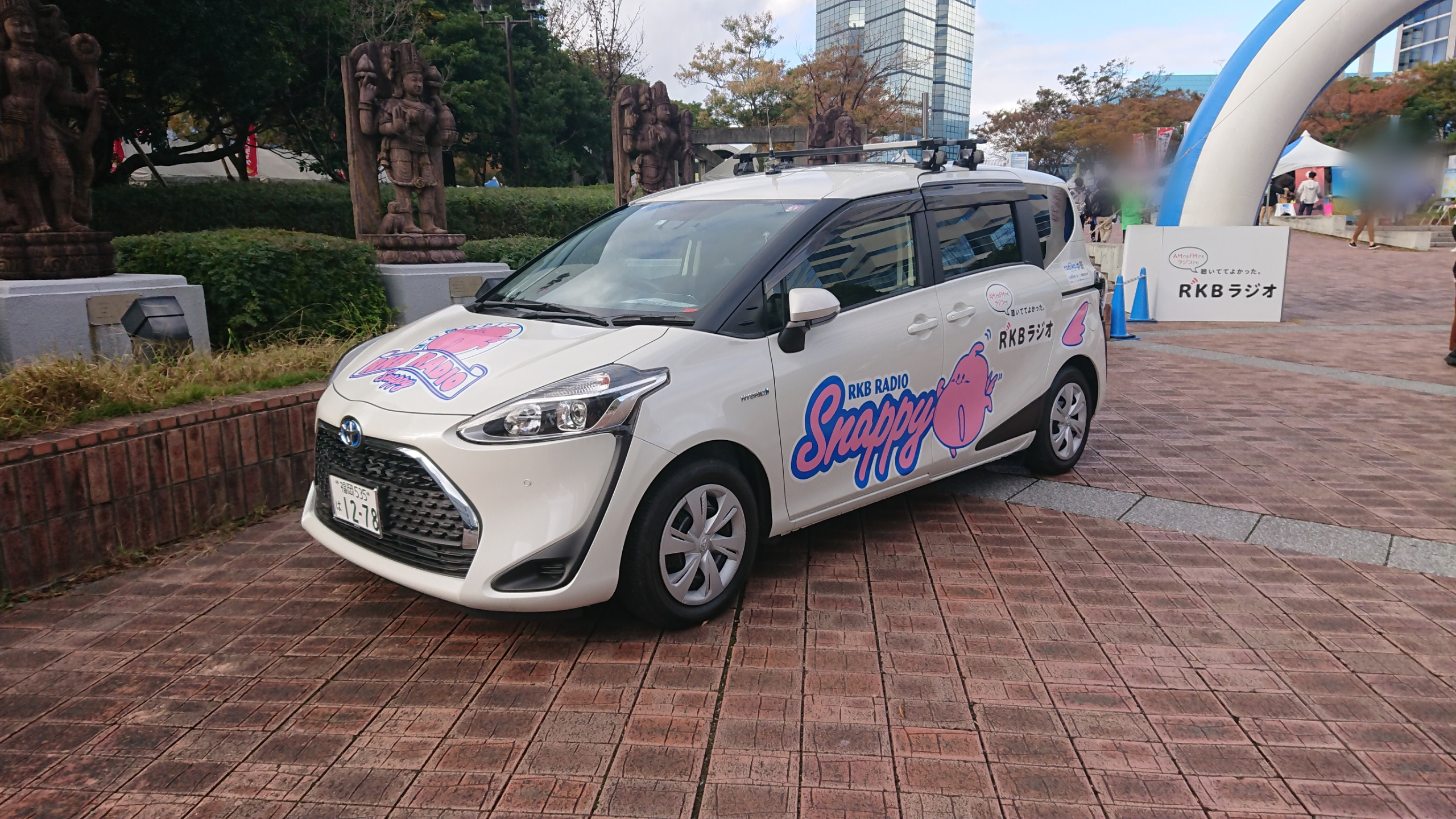
RKBラジオのラジオカー「スナッピー3号」 （2018年8月改良型 ハイブリッドカー仕様）

### 海外仕様
インドネシアのトヨタ・モーター・マニュファクチャリング・インドネシア（TMMIN）の西ジャワ州カラワン工場、中華民国（台湾）・桃園市中壢区の国瑞汽車でも生産される。なお、2代目は先代に引き続き、香港・マカオ（いずれも中華圏特別行政区）市場でも販売されるが、こちらは日本からの輸出となる。
2015年8月、ガソリンエンジンモデルが現地代理店の「クラウンモーターズ」を通じ、中華圏特別行政区の香港、およびマカオで販売開始された（型式は日本国内仕様と異なり「P17#R」型となる）。
2016年1月、ハイブリッドシリーズが香港とマカオで販売開始された（ガソリンエンジンモデル同様、型式は日本国内仕様と異なり「P17#R」型となる）。同年4月、インドネシアで「All New SIENTA」として発表され、同年7月より販売開始された。最上級のエアログレード「Q」以外にはCVTに加えて6速マニュアルトランスミッションも設定された。現地の整備事情や道路事情に鑑み、ハイブリッド仕様は設定されず、ロードクリアランスが日本仕様より20 mmプラスに（全高1,695 mm）、エクステリアの一部（フロントグリル、フロント&リアバンパー部のエアロパーツ等、ボディ色等）、インテリアの一部（インパネシフト→フロアシフト、足踏み式→サイドレバー式パーキングブレーキ、エアコンスイッチパネルの形状変更等）が国内仕様と若干意匠が異なる。同年8月、マレーシアでも販売開始された。ハイブリッドの設定はなく投入されたモデルは2NR-FE搭載の2WD車のみで1.5V（CVT）と1.5G（CVT）のみとなる。日本仕様との相違点として、現地の道路事情を考慮して車高が25 mm増、6MT車の設定（ならびに専用インパネの新設）、リヤクーラーの設置、パーキングブレーキレバーの設置などが挙げられる。CVT仕様であってもフロアシフトとなる。ボディーカラーは日本仕様とは大きく異なり「グレーメタリック」「オレンジメタリック」などが設定される代わりに「エアーイエロー」「グリーンメタリック」などが設定されない。同年11月、台湾で販売開始。シエンタ史上初の左ハンドルが設定された。ガソリン車のみの設定（1.5 Lと1.8 L）。同市場においてはウィッシュの後継車という位置付けである。マレーシア仕様以上に日本仕様との相違点が多く、リヤクーラーの設置、パーキングブレーキレバーの設置、ヘッドアップディスプレイの追加、7人乗りに加えて5人乗り仕様の設定（前者は「小客車」、後者はタクシーでの使用を前提とした「小客貨両用車」の扱い）、2ZR-FAE型 1.8 Lエンジンの設定などが挙げられる。ボディーカラーは日本仕様に準じているが、「ブルーメタリック」「グリーンマイカメタリック」「ヴィンテージブラウンパールクリスタルシャイン」の3色が設定されておらず、代わりに日本仕様では初代中期・後期に設定されていた「グレーメタリック」の設定がある。
2020年12月7日、台湾仕様車の安全性能の強化するとともに「SIENTA CROSSOVER」（シエンタ クロスオーバー）が発表された。一部グレードに「Toyota Safety Sense」とSRSエアバッグを標準装備とした。シエンタクロスオーバーはブラックのルーフモールやサイドスカート、前後バンパーに加飾するとともにライト下に連続しているガーニッシュをボディ同色にすることでクロスオーバーらしさが演出された。専用サスペンションで最低地上高を165 mmに20 mm高くし、サスペンションの減衰力をフロントで16%、リアで31%向上させることで悪路走破性と乗り心地を向上させた。2021年2月、香港にて日本仕様の「FUNBASE」シリーズに相当する5人乗りモデルが「SIENTA GO」の名で発表された。これは従来同市場で販売されていたラクティスやスペイドの後継的役割を担う。

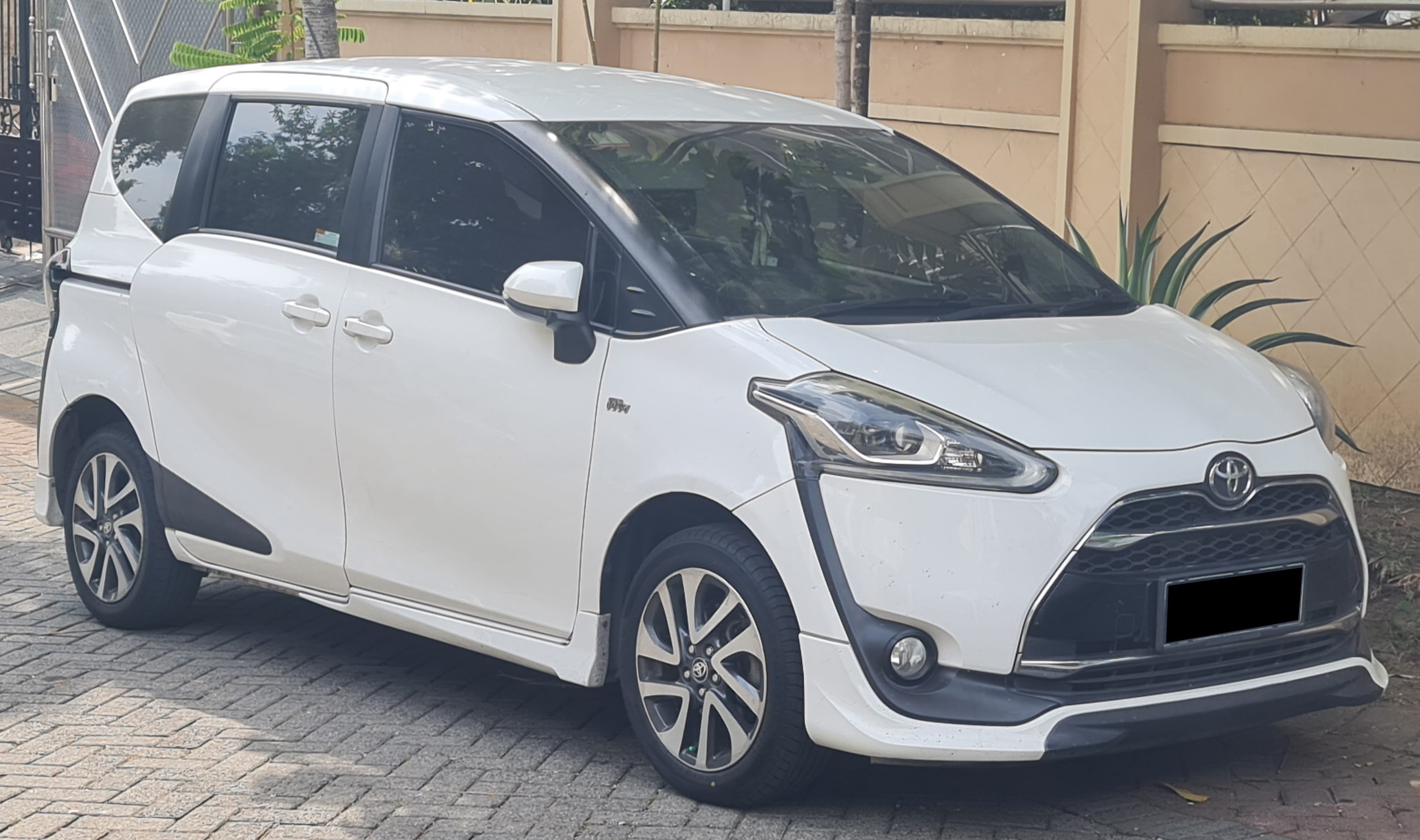
東南アジア仕様
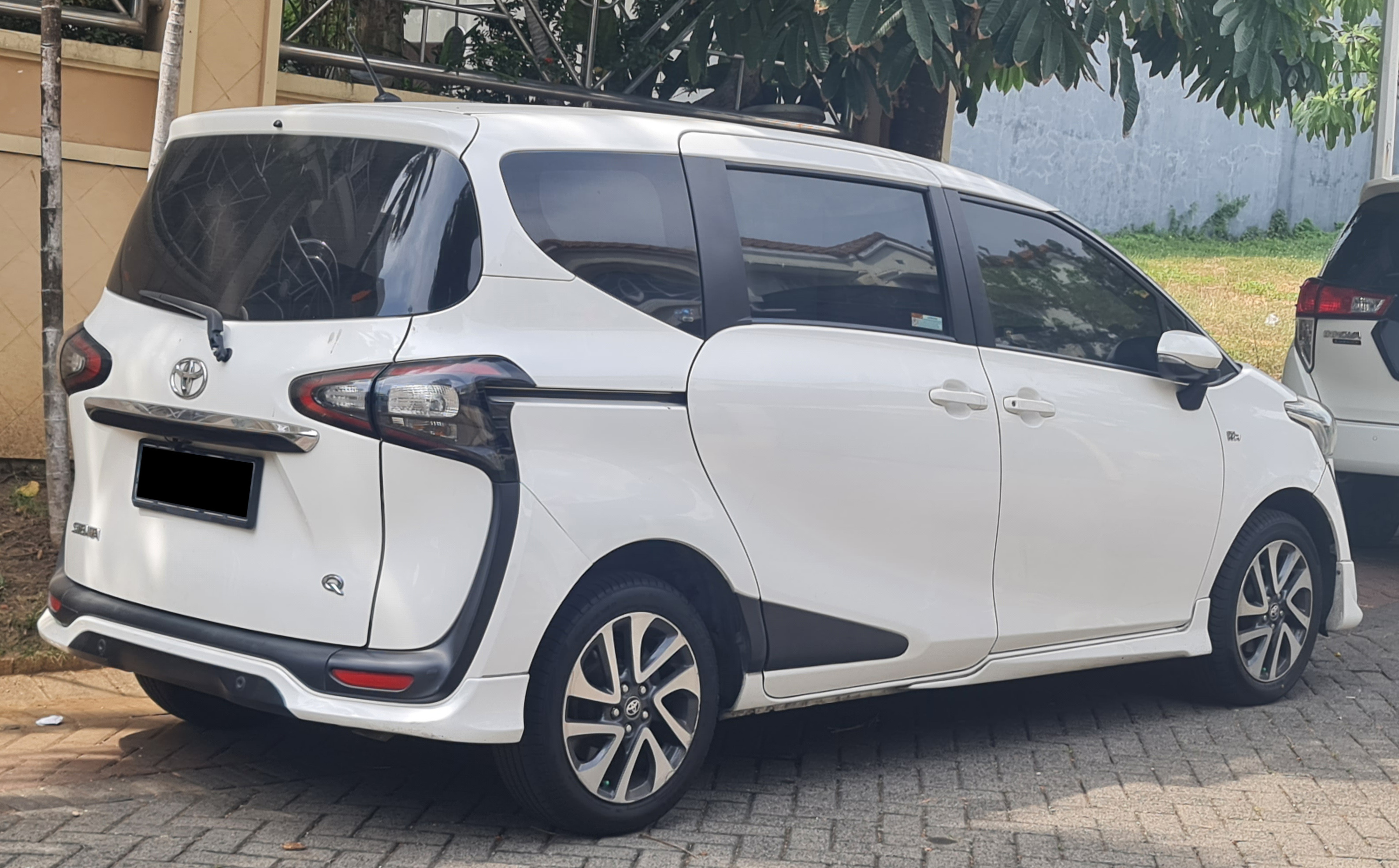
東南アジア仕様 リヤ

## 3代目 XPC10G/L1#G型（2022年 - ）
2022年8月23日、フルモデルチェンジ。外観はフロントドアとスライドドアのウィンドゥを上下方向に広げられ、バンパーコーナーやルーフの角を丸めた「シカクマルシルエット」とし、バンパーの先端部には掠り傷程度であれば目立たないプロテクションモールを採用し、デザインに織り込まれた。リアの「SIENTA」のロゴ刻印は表記を「sienta」に変更の上、中央に配置されたバックドアガーニッシュの左下へ移動された。リアのコンビネーションランプはウィンドゥ左右に配置した縦型となり、一部グレードではテールランプがライン発光に、ストップランプがドット柄となる。
内装ではドアポケット、サイドレジスター、メーター、シフトなどを「シカクマル」のフォルムで統一され、ドアポケットやカップホルダーなどの収納スペースには収納する中身を分かりやすくするためピクトグラムのサインを配した。インパネは2代目モデルに比べてアッパー部が薄くなり、エアコンユニットが小型化されたことで下端が上がり、足元スペースが広げられた。また、全長と全幅を2代目モデルから据え置きつつ、全高を20 mm高くするとともに、ベルトラインを低い水平基調とし、サイドガラスを立てた意匠としたほか、1列目と2列目の前後席間距離を2代目モデルから80 mm伸ばして1,000 mmを確保し、2列目の居住性が向上された。シフトレバーは2代目モデルのゲート式からストレート式に変更され、ハイブリッド車の一部グレードにはシフトポジションを電動で制御するエレクトロシフトマチックを採用。ファブリックシート表皮には、トヨタ車で初となる消臭・撥水撥油機能付が採用された（グレード別設定）。また、2代目に続きハイブリッド車にメーカーオプション設定されているアクセサリーコンセント（AC100 V・1500 W）は災害などによる非常時に電力が必要な場合、車両の走行機能を停止した状態でもガソリンから電力の供給が可能な非常時給電システムが追加された。
「Toyota Safety Sense」は最新仕様へアップデートされ、プリクラッシュセーフティは自動二輪車にも検知範囲を拡げ、交差点右折時の対向直進車や右左折時の対向方向から来る横断歩行者・自転車運転者の検知と交差点出会い頭時の車両・自動二輪車の検知にも対応するとともに、緊急時操舵支援機能や低速時加速抑制機能を追加。そのほか、レーントレーシングアシスト、アダプティブハイビームシステム、赤信号の告知機能も備えたロードサインアシストも追加され、4代目ノア/ヴォクシーにも採用されているプロアクティブドライビングアシストや発進遅れ告知機能も備わった。パーキングサポートブレーキは2代目の前後方静止物に加え、周囲静止物・後方接近車両・後方歩行者にも対応した。また、高度運転支援技術「トヨタ チームメイト」の機能の一つとして、駐車の際のハンドル・アクセル・ブレーキ・シフトチェンジの操作を支援するとともに、俯瞰映像に車両周辺の死角や目標駐車位置などを常時表示させる「アドバンスト パーク」を新たに設定。3代目シエンタでは、バック駐車/前向き出庫に加えて前向き駐車/バック出庫にも対応した改良型となる。
プラットフォームはTNGAに基づいたGA-Bプラットフォームをベースに新たな設計が組まれ、主要骨格を連結させた環状骨格構造とすることで結合部の剛性を高めた。サスペンションはフロントを2代目と同じマクファーソンストラット式、リアは2代目の2WD車と同じトーションビーム式としているが、高剛性化されたボディに対して前後のサスペンションジオメトリーが最適化されたほか、ハイブリッド車には路面の凹凸に応じてモーターのトルクをリアルタイムに制御することで車体の上下の縦揺れ（ピッチング）をコントロールするばね上制振制御も採用された。
パワートレインは全面刷新され、ガソリン車は1.5 LダイナミックフォースエンジンであるM15A-FKS型へ換装され、CVTは10速シーケンシャルシフトマチックを備えたギア機構付の「Direct Shift-CVT」に変更。ハイブリッド車は同じ仕様のM15A-FXE型へ換装され、システムを高効率化。4WD車は2代目のガソリン車からハイブリッド車の設定に変わり、電気式四輪駆動システム「E-Four」が採用された。
福祉改造車両「ウェルキャブ」は車いす移動車のラインナップが拡充され、2代目から継続設定となる後輪エアサスペンションや前倒れ機能付手動スロープを装備した「タイプI」、車いすのまま乗車可能な位置を運転席から手が届く1.5列目まで寄ることが可能なウェルキャブ専用助手席シートを採用した「タイプII」に加え、主に法人向けの仕様として、バックドアのオープンと連動して車高降下と同時に展開するリアバンパー一体型のショートスロープを装備した「タイプIII」を新設するとともに、2代目では設定されていなかったハイブリッド車を新設定（ガソリン車は「タイプI」・「タイプIII」の助手席側セカンドシート付のみの設定）。また、車いす利用者自身が運転するための仕様として、発進・低速時のステアリング操作力をベース車比約50 %とした専用パワーステアリングを装備するとともに、運転補助装置の後付けにも対応した「フレンドマチック取付用専用車」も設定された。なお、2代目に設定されていた助手席回転チルトシート車についてはウェルキャブのラインナップから外れ、メーカーオプションのターンチルトシート（助手席）となった。
販売開始時のキャッチフレーズは「いいことできた！」。グレード体系は2代目から踏襲される「X」「G」に、2代目の「G Cuero」に相当する最上位グレードを「Z」とし、2代目に設定されていた2列シート車「FUNBASE」を吸収統合したことで、全てのグレードで5人乗りタイプ（2列シート）と7人乗りタイプ（3列シート）が選択可能とする体系となった。ボディ色は2代目（2021年6月改良モデル）からホワイトパールクリスタルシャイン（メーカーオプション）、ベージュ及び車いす仕様車専用色のスーパーホワイトIIを踏襲し、ブラックマイカはブラックに差し替え。新たに、ダークグレー、スカーレットメタリック（メーカーオプション）、アーバンカーキ、グレイッシュブルーを追加して8色展開に。ツートーン色（メーカーオプション）はルーフ色をダークグレーに変更し、スカーレットメタリックとグレイッシュブルーの2種類とした。なお「X」はホワイトパールクリスタルシャイン、ブラック、ベージュ、アーバンカーキのモノトーン4色のみとなる。

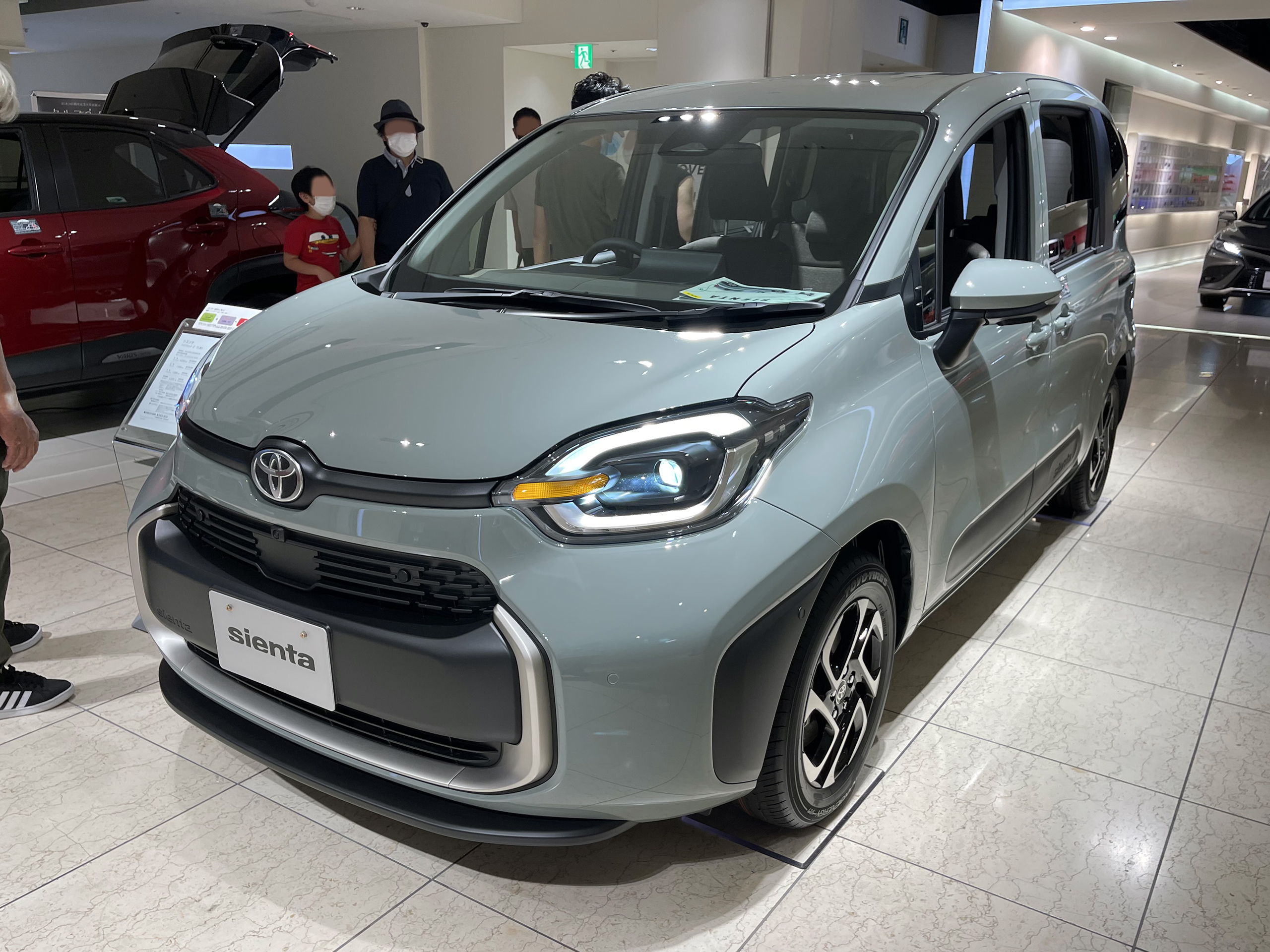
HYBRID Z
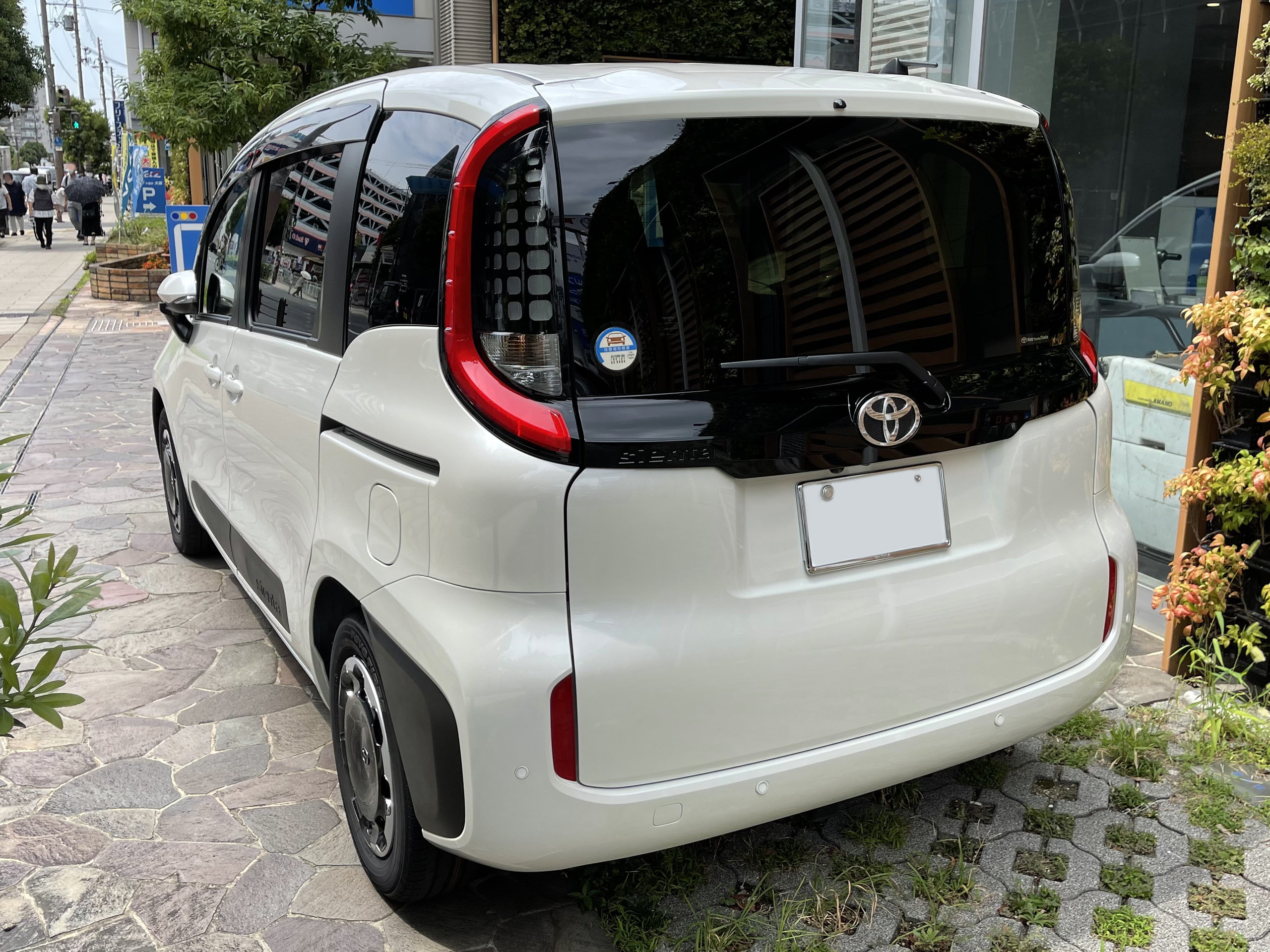
Z リア
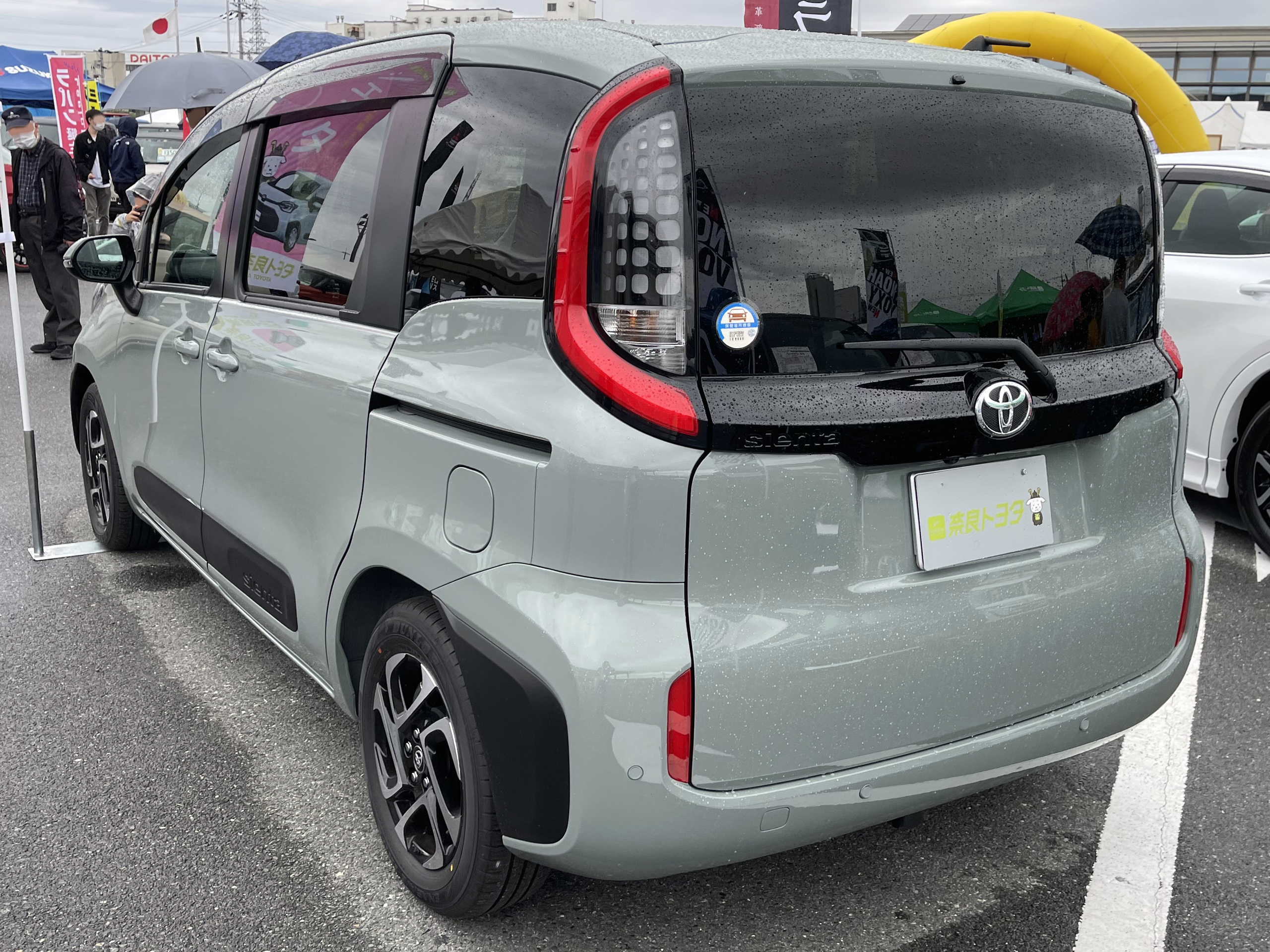
Z リア
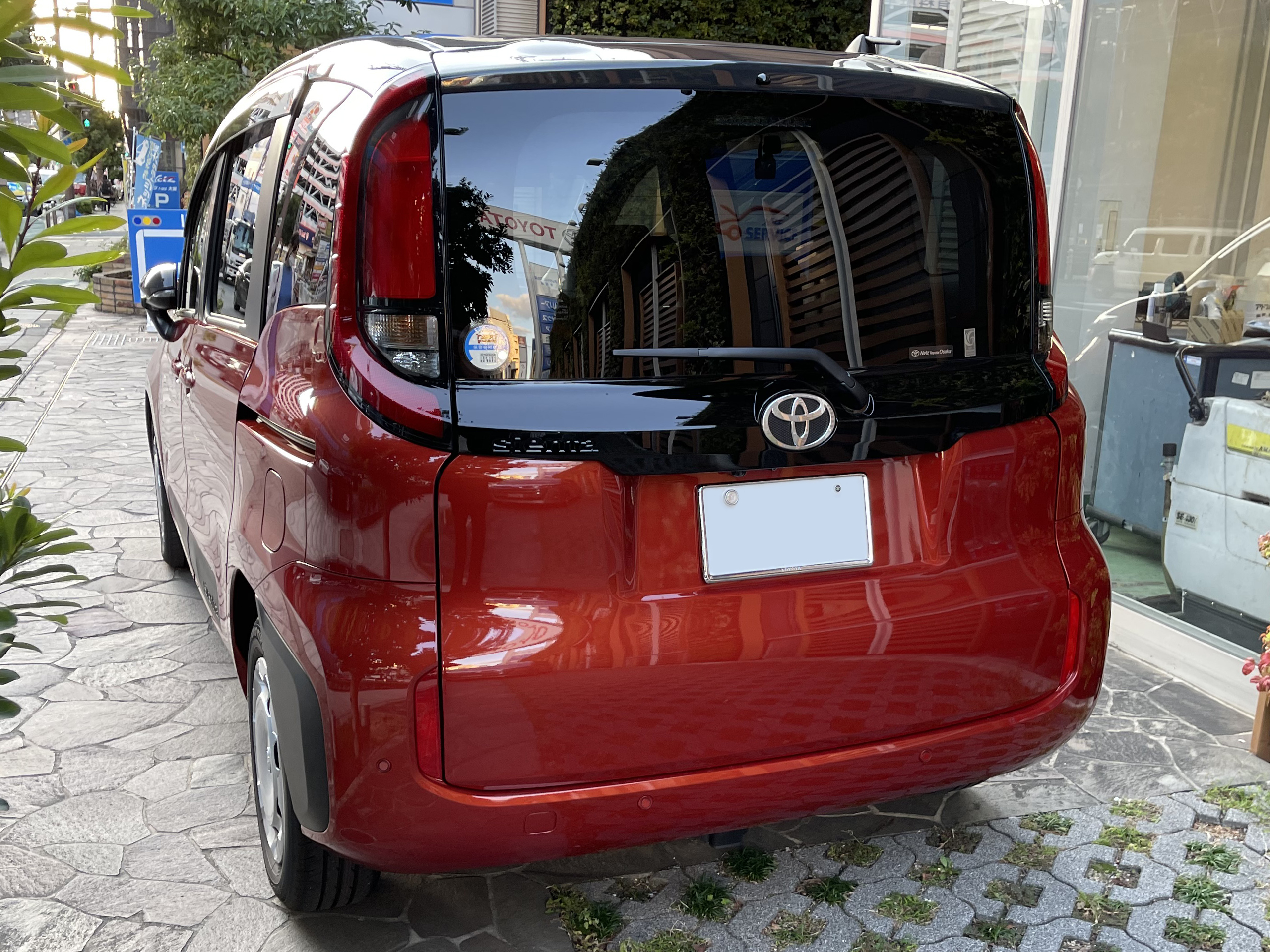
G リア
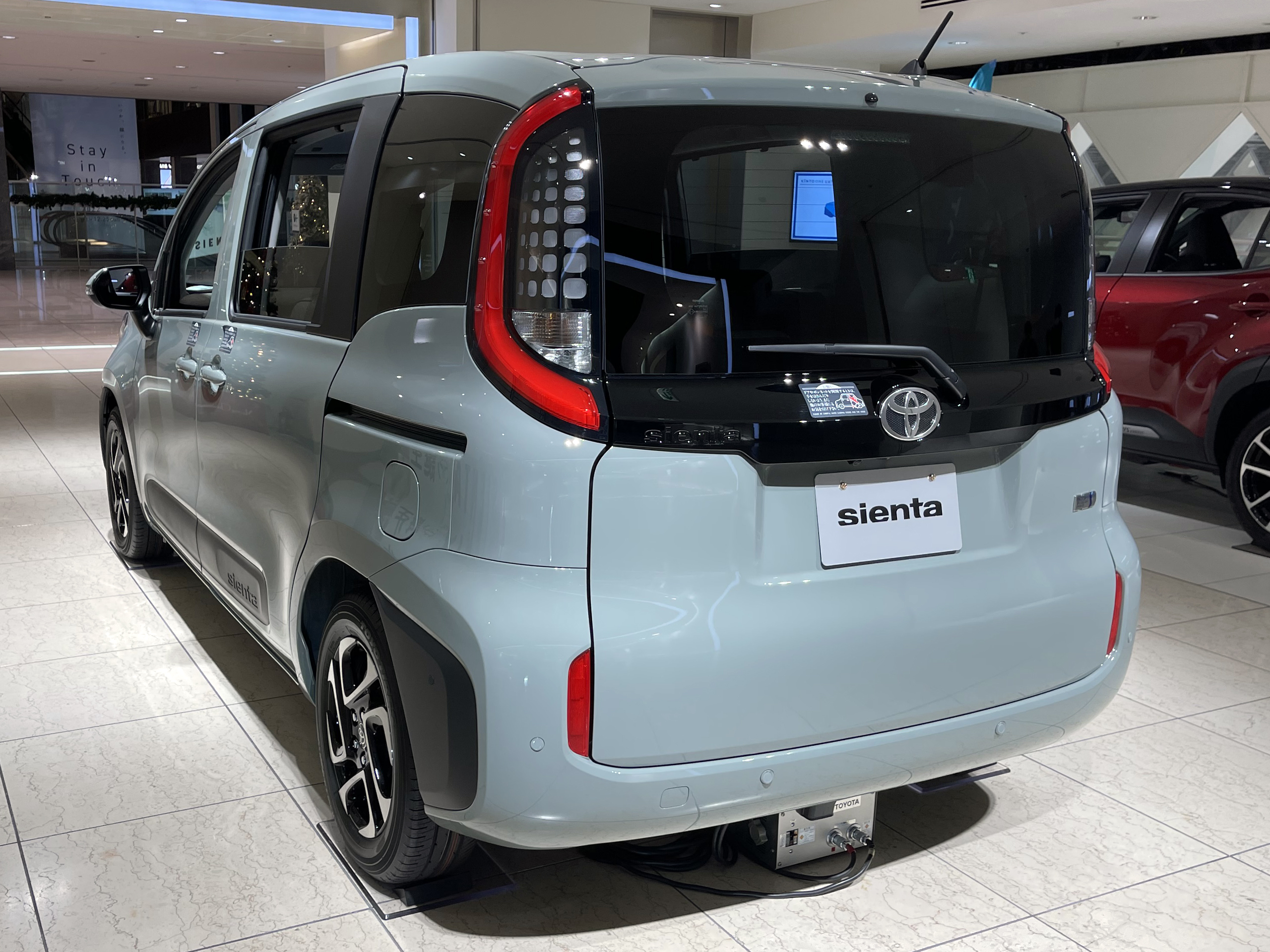
HYBRID Z リア
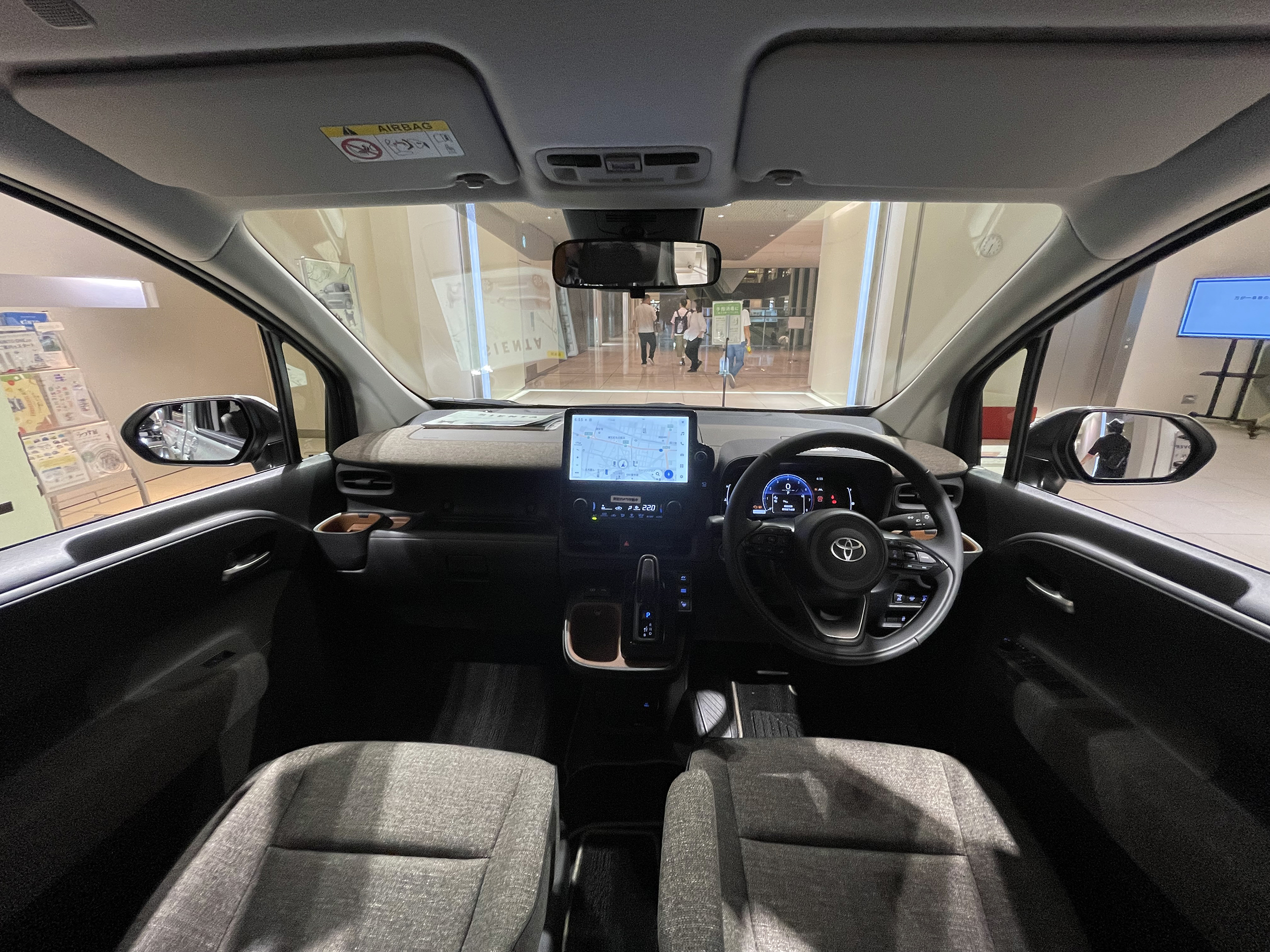
HYBRID Z インテリア

### 年表 (3代目 XPC10G/L1#G型)
- 2022年8月23日 - 2度目のフルモデルチェンジが行われ、同日より発売が開始された[25]。
- 2024年5月20日  - 一部改良[26]。
  - 専用アプリをインストールすることでスマートフォンを車両のキーとして使用可能にするデジタルキーを「G」と「Z」にメーカーオプション設定。装備も充実化され、スマートエントリー（運転席・助手席・バックドア/アンサーバック機能付）&スタートシステム（スマートキー2個）を従来メーカーオプション設定だった「X」のガソリン車にも拡大して全車標準装備となり、従来はメーカーオプション設定だったパノラミックビューモニターを「G」と「Z」に、ディスプレイオーディオ（コネクティッドナビ対応）Plusを「Z」にそれぞれ標準装備化され、ハイブリッド車に設定されているアクセサリーコンセントにはドアと窓を閉めたまま電源コードを出して給電を可能にする外部給電アタッチメントが追加された。
  - ボディカラーも一部変更され、パール系色（メーカーオプション）をホワイトパールクリスタルシャインからプラチナホワイトパールマイカへ差し替え、「G」・「Z」専用の2トーンカラー（メーカーオプション）はダークグレー×グレイッシュブルーをダークグレー×アーバンカーキに入れ替えた。
  - ハイブリッド車はリア右下に装着されているハイブリッドシンボルマーク（HYBRID SYNERGY DRIVE）を“BEYOND ZERO”タイプの「HEV」エンブレムへ変更された。
- 2025年8月5日 - 一部改良並びにコンプリートカー「JUNO」が追加発売された[27]。
  - パーキングブレーキが電動化され、ブレーキホールド機能を追加。さらに、トヨタブランドで初めて、ブレーキホールド機能をONにした状態でPowerを切った場合、次回運転開始時にオンの設定が維持される機能も備わる。
  - 従来「Z」のハイブリッド車のみの装備だったドライバー異常時対応システムが全グレードに拡大して装備され、レーダークルーズコントロール（全車速追従機能付）は従来は「Z」のハイブリッド車のみに備わっていた停止保持機能を全グレードに拡大。プロアクティブドライビングアシストには車線内走行時の常時操舵支援機能が追加された。
  - 「G」・「Z」は従来メーカーオプション設定だったETC2.0ユニット[注 12]+ドライブレコーダー（前後方）が標準装備化され、「X」のガソリン車はエアコンをオートエアコンに、ダイヤル式ヒーターコントロールパネルをピアノブラックにそれぞれ変更され、オートエアコンが全グレード標準装備となった。
  - 「JUNO」は「Z」のハイブリッド車（5人乗り仕様）をベースに、2列目シートやフロア・ラゲッジのカーペットが取り外され、家具モジュール取付構造を組み込んだ専用トリムやフロアが装着されるほか、専用インテリアランプ（6灯）やフロアマット（デラックスタイプ/パイピング部:ブラック）、が装備され、「JUNO」専用エンブレムが装着される。家具モジュールはベースモジュール・ベースモジュール ラージ・クッションモジュール・サイドテーブル・ワークテーブルの5種類の単品を販売店オプションとして、「チル」・「リフレッシュ」・「フォーカス」・「コンフォート」の4種類のセット品を架装メーカーパッケージオプションとしてそれぞれ用意される。なお、トヨタカスタマイジング&ディベロップメントでの架装となるため持ち込み登録となるほか、乗員定員が2名に変更されることに伴い、登録時に4ナンバー登録（小型貨物自動車扱い）へ変更される。

## 車名の由来
スペイン語の「7」“Siete（シエテ）”と英語の「楽しませる」“entertain（エンタテイン）”からの造語。派生グレードの「DICE」（ダイス）は英語で“サイコロ”を意味する。